# Naturlandstiftung Saar
Die Naturlandstiftung Saar (NLS) ist eine gemeinnützige, rechtsfähige Stiftung des bürgerlichen Rechts mit Sitz in Saarbrücken. Sie ist die älteste deutsche Naturschutzstiftung und feierte 2016 ihr 40-jähriges Bestehen.
Satzungsgemäßer Zweck der Naturlandstiftung Saar (NLS) ist es, landschaftsökologisch wertvolle Flächen zu erwerben, um die Lebensräume bedrohter Tiere und Pflanzen als Grundlage für nachfolgende Generationen zu sichern, zu pflegen und zu entwickeln.
Die NLS verfügt über eine Tochtergesellschaft, die Naturland Ökoflächen-Management GmbH.

## Ziel
Die Stiftung hat sich gemäß Satzung zum Ziel gesetzt, den Artenreichtum der Pflanzen und Tiere unserer Heimat zu erhalten und die Vielfalt ihrer Lebensräume zu schützen, zu pflegen und zu entwickeln.
Dazu erwirbt die Stiftung ökologisch wertvolle Flächen und knüpft ein Netz von Schutzgebieten im Saarland. Grunderwerb zum Schutz der Lebensräume bedrohter Tiere und Pflanzen ist eines der wirkungsvollsten und erfolgreichsten Instrumente des Naturschutzes. Ein Schwerpunkt der Stiftungsarbeit liegt in der Erhaltung, Renaturierung, Pflege und Nutzung unter Natur- und Landschaftsschutz stehender Flächen der Auen und Überschwemmungsgebiete sowie der heimischen Gewässer.
Des Weiteren werden Natur-, Boden- und Baudenkmäler erhalten und gepflegt, sofern sie wesentlicher Bestandteil von Stiftungsgrundstücken sind und eine Bedeutung für die Schönheit, Vielfalt und Geschichte des Landes und das Heimatgefühl seiner Bewohner haben.
Eine hohe Bedeutung wird der Umweltinformation und Umweltbildung beigemessen. Die Stiftung hat dazu die Trägerschaft der Naturwacht Saarland übernommen. Diese ist für die Betreuung der Naturschutzgebiete, der NATURA 2000–Gebiete sowie der Gebiete der Naturschutzgroßprojekte im gesamten Saarland zuständig. Sie versteht sich als Mittler zwischen Natur und Mensch. Die Naturwacht Saarland ist ein kompetenter Ansprechpartner für alle, die an der Natur interessiert und in der Natur tätig sind. Eine wichtige Aufgabe der Naturwacht Saarland liegt darin, die Menschen wieder an die Natur heranzuführen, um so ihre vielfältige Schönheit bewusst zu machen.
Neben dem kontinuierlichen Aufbau eines landesweiten Schutzgebietssystems zum Schutz, der Pflege und Entwicklung des saarländischen Naturerbes arbeitet die NLS projektbezogen. In ihrer über 40-jährigen Geschichte führte sie zahlreiche Naturschutzprojekte auf Landes-, Bundes- und europäischer Ebene durch. Ein Schwerpunkt der konkreten Projektarbeit liegt auf der grenzübergreifenden Vernetzung und Zusammenarbeit mit Partnerorganisationen im Bereich der Großregion (Luxemburg, Frankreich/Lothringen, Belgien/Wallonie, Rheinland-Pfalz). Weiterhin engagiert sich die NLS beim Aufbau und der Entwicklung eines europaweiten Schutzgebietsystems „NATURA 2000“ auf der Grundlage von Förderprogrammen der Europäischen Union.

## Die vier Leitziele der Stiftung
Die Stiftungsgründer haben die Naturlandstiftung 1976 in der Absicht errichtet, nicht nur über die Umweltprobleme und die Ausbeutung der Natur zu klagen, sondern aktiv etwas für die Natur und Umwelt zu tun. Dabei stand die Erhaltung der Artenvielfalt und unseres saarländischen Naturerbes im Vordergrund. Durch Erwerb von ökologisch hochwertigen Flächen sollte der Lebensraum bedrohter Tiere und Pflanzen unserer Heimat nachhaltig geschützt und entwickelt werden.
Im Laufe der Jahre sind die Aktivitäten der Stiftung zum Schutz des saarländischen Naturerbes erheblich vielfältiger geworden. Sie gehen mittlerweile weit über den reinen Flächenerwerb hinaus, sei es durch innovative Eigeninitiativen, die Teilnahme an Landes-, Bundes- und EU-Förderprogrammen oder die Gründung von Tochtergesellschaften. Biologische Vielfalt, Nachhaltigkeit und Bewahrung unseres Natur- und Kulturerbes sind die treibenden Kräfte für alle Aktivitäten der Naturlandstiftung Saar. Sie lassen sich in vier Leitzielen zusammenfassen:
Natur schützen – Leben bewahren – Zukunft sichern
durch Flächenerwerb zum Schutz bedrohter Tiere und Pflanzen unserer Heimat
Lebensräume wiederherstellen
durch Pflegen, Nutzen und Renaturieren vor allem von unter Natur- und Landschaftsschutz stehenden Flächen der Auen und Überschwemmungsgebiete sowie der heimischen Gewässer
Historisches erhalten
durch Bewahren und Pflegen von Natur-, Boden- und Baudenkmälern, sofern sie wesentlicher Bestandteil von Stiftungsgrundstücken sind und eine Bedeutung für die Schönheit, Vielfalt und Geschichte des Landes und das Heimatgefühl seiner Bewohner haben und
Natur genießen – Menschen für die Umwelt sensibilisieren
durch Umweltinformation und Umweltbildung. Die Naturlandstiftung Saar hat 2005 dazu die Trägerschaft der Naturwacht Saarland übernommen, die ein kompetenter Ansprechpartner für alle ist, die an der Natur interessiert sind und in der Natur tätig sind.

## Geschichte

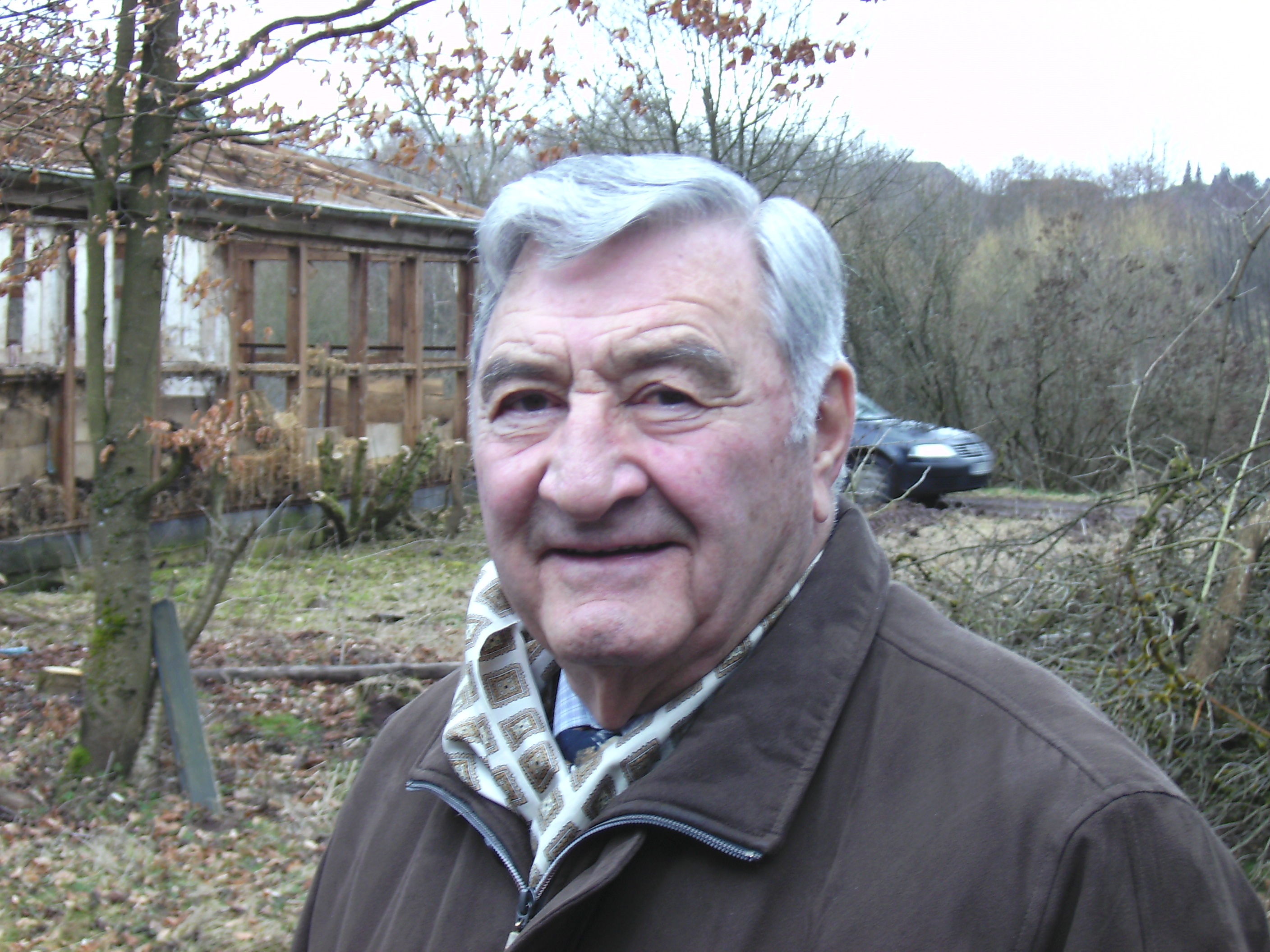
Initiator und Ehrenvorsitzender Rainer Wicklmayr (2008)

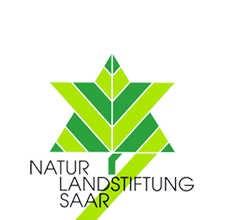
Altes NLS-Logo bis Mitte 2015

Die Stiftung wurde am 3. November 1976 als rechtsfähige Stiftung des bürgerlichen Rechts gegründet. Vordenker und Initiatoren waren der ehemalige saarländische Landtagsabgeordnete und Minister für Rechtspflege Rainer Wicklmayr und der damalige Landesvorsitzende des Bundes für Umwelt und Naturschutz Deutschland (BUND) und spätere Umweltminister Berthold Budell. Auslöser für ihre Aktivitäten war die Beobachtung in den späten 60er und besonders in den 70er Jahren des vorigen Jahrhunderts, dass die großflächige Vernichtung und Veränderung von Lebensräumen die größte Gefährdung für Tiere und Pflanzen darstellte. Als angemessene Antwort auf die Zerstörung der Lebensräume wurde das Konzept eines Aufbaus eines Systems von Schutzgebieten angesehen; Grundeigentum in der Hand eines verantwortungsbewussten Eigentümers wie einer Stiftung bot nach Einschätzung der Initiatoren den besten Schutz der Landschaft vor zerstörerischen Eingriffen.
Angestrebt wurde die Mitwirkung möglichst aller saarländischen „grünen“ Verbände, um eine optimale Effizienz und Breitenwirkung zu erreichen. Am 20. Januar 1976 fanden erste vorbereitende Gespräche mit „grünen“ Verbänden statt, deren Ergebnis die Gründung der Stiftung war.
Das erste Schutzgebiet der Naturlandstiftung Saar war das Gelände um eine ehemalige Backsteinfabrik in Dirmingen mit einer Fläche von knapp 10 ha. Bis zum Jahr 1985 wurden elf Schutzgebiete mit einer Gesamtfläche von 63 ha erworben, Ende des Jahres 2000 waren es bereits 53 Gebiete mit einer Gesamtfläche von über 500 ha.
1986 wurde die Arbeit der Stiftung durch die Anstellung eines hauptamtlichen Geschäftsführers, der den Flächenankauf systematisierte und intensivierte, professionalisiert. Eine weitere Effizienzsteigerung erfuhr die NLS im Jahr 1987 durch den Eintritt des saarländischen Ministeriums für Umwelt in die Stiftergemeinschaft. Dieser Schritt brachte der Stiftung durch regelmäßige finanzielle Förderung durch das Umweltministeriums die notwendige längerfristige Planungssicherheit bei ihren Vorhaben.

## Grunderwerb und Flächenentwicklung
Die NLS ist nicht fördernd, sondern selbst operativ tätig. Die Stiftung kauft ökologisch wertvolle Flächen und knüpft ein Netz von Schutzgebieten, um die Vielfalt der Lebensräume und den Artenreichtum der Pflanzen und Tiere unserer Heimat für nachfolgende Generationen zu sichern.
Grunderwerb zum Schutz der Lebensräume bedrohter Pflanzen und Tiere ist eines der wirkungsvollsten und erfolgreichsten Instrumente des Naturschutzes.
Nach 47 Jahren hat die Naturlandstiftung über 830 Hektar (Stand 2023) ökologisch wertvolle Flächen im Saarland erworben und landesweit ein Netz von 123 Schutzgebieten geknüpft.

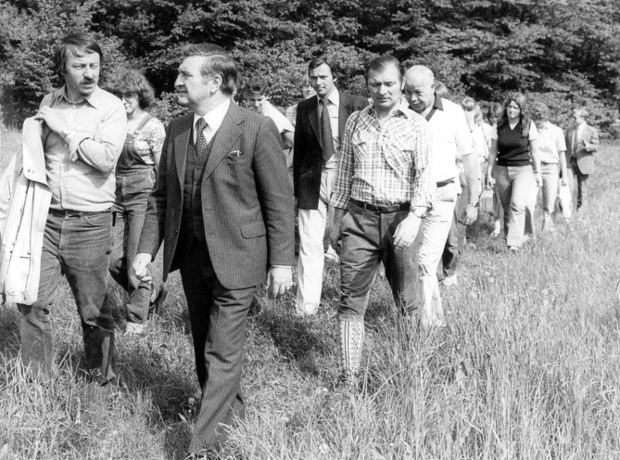
Die Klasse 10e der Kreisrealschule Merzig besucht am 21. Mai 1981 das Schutzgebiet in Dirmingen (vorne rechts Rainer Wicklmayr, ehemals Vorsitzender der NLS, hinten rechts Karl-Heinz Unverricht, ehemals Kurator der NLS)

Das erste Schutzgebiet mit einer Fläche von 9,7 Hektar ist das Gelände um die ehemalige Backsteinfabrik in Dirmingen, das 1978 in das Eigentum der Stiftung übertragen worden ist. Es handelte sich dabei um eine Schenkung.
Die Größe der einzelnen Schutzgebiete schwankt zwischen 0,08 Hektar und 111 Hektar. (Flächen auf dem Südhang des Peterbergs bei Eiweiler)
Die Tochtergesellschaft der Stiftung, die ÖFM (Naturland Ökoflächen-Management GmbH) hat bisher über 1.250 Hektar Flächen erworben und in rund 200 Projekten ökologisch aufgewertet (Stand 2023).
Als Mitglied in den Zweckverbänden von drei Naturschutzgroßvorhaben ist die Naturlandstiftung des Weiteren an den Eigentumsflächen der jeweiligen Zweckverbände beteiligt. Der Zweckverband „Naturschutzgebiet Wolferskopf“ hat bei einer Projektgebietsgröße von 340 Hektar insgesamt 172 Hektar im Eigentum, der Zweckverband „Saar-Blies-Gau / Auf der Lohe“ bei einer Projektgebietsgröße von 2.159 Hektar rund 623 Hektar und der Zweckverband „Illrenaturierung“ verfügt bei 1.161 Hektar Projektgebiet über 408 Hektar Eigentumsflächen. In der Gesamtbilanz ist die Stiftung somit für rund 5.750 Hektar Naturschutzflächen verantwortlich, wovon rund 3.295 Hektar im Eigentum der Stiftung, der Tochtergesellschaft ÖFM sowie der Zweckverbände sind. Das entspricht 1,3 Prozent der Landesfläche des Saarlandes. (Stand 2023)

## Stiftungsorgane
Die Stiftung setzt sich aus drei Organen zusammen: dem Stiftungsrat, dem Stiftungsvorstand und dem Kurator. Stiftungsrat und Stiftungsvorstand führen ihre Geschäfte ehrenamtlich. Aktueller Kurator der Stiftung ist Roland Krämer, der Udo Weyrath ablöste.

### Stifter und Zustifter
Stifter und Zustifter können nach der NLS-Satzung nur juristische Personen werden. Hierbei wurde allerdings eine Ausnahme gemacht. Im Hinblick auf seine Verdienste als Spiritus rector der NLS wurde Rainer Wicklmayr als natürlicher Person der Status eines Stifters zugesprochen. Neben ihm umfasste die ursprüngliche Stiftergemeinschaft vier „grüne“ Verbände:
- Bund für Umweltschutz e. V. (später BUND)
- Saarwald-Verein e. V.
- Deutscher Bund für Vogelschutz (heute NABU Landesverband Saarland)
- Vereinigung der Jäger des Saarlandes

### Stiftungsrat
Im Stiftungsrat sind alle Stifter und Zustifter vertreten, die je einen Vertreter in das Gremium entsenden. Er ist das oberste Beschlussorgan der Stiftung.
Der Stiftungsrat setzt sich aus 18 Mitgliedern (Stand: 2023) zusammen. Eine Amtsperiode dauert fünf Jahre. Der Stiftungsrat ist grundsätzlich für alle Angelegenheiten der NLS zuständig und bestellt die Mitglieder des Vorstandes sowie den Kurator. Rainer Wicklmayr wurde 1988 zum bisher einzigen Ehrenvorsitzenden gewählt.
Spätere Zustifter sind/waren:

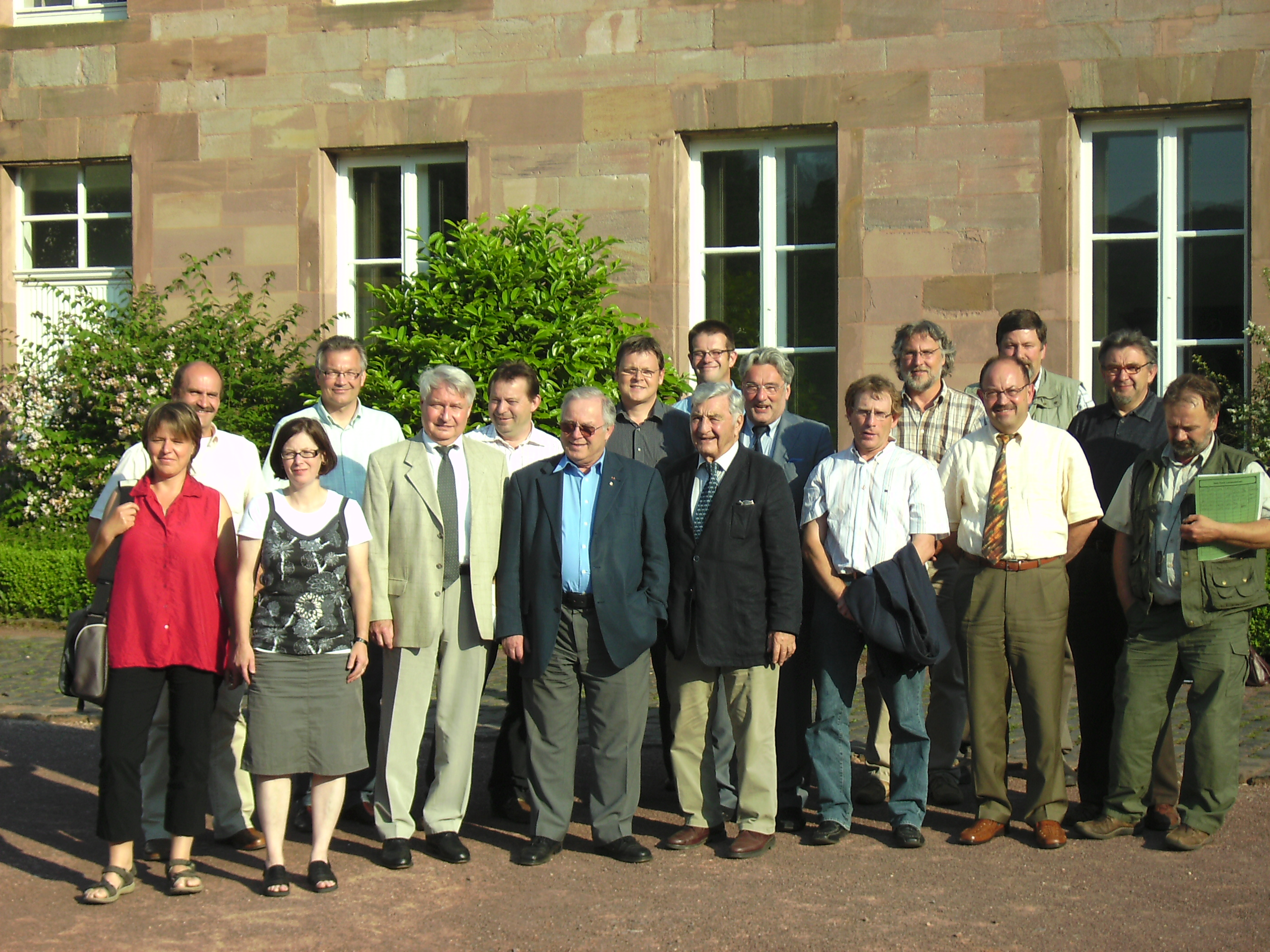
Stiftungsrat der Naturlandstiftung Saar im April 2008

- Bund für Umwelt- und Naturschutz Deutschland e. V., (BUND), LV Saar
- Saarwald-Verein e. V.
- Naturschutzbund Deutschland, (NABU), LV Saar e. V.
- Vereinigung der Jäger des Saarlandes
- Fischereiverband Saar e. V.
- Verband der Gartenbauvereine Saarland/Rheinland-Pfalz e. V.
- Delattinia e. V. (Arbeitsgemeinschaft für Tier- und pflanzengeografische Heimatforschung im Saarland)
- Förderverein der Naturlandstiftung Saar
- Bauernverband Saar e. V.
- Landkreistag Saarland
- Ministerium für Umwelt, Klima, Mobilität, Agrar und Verbraucherschutz
- Neunkircher Zoologischer Garten
- Landesdenkmalamt Saarland
- Saarländischer Waldbesitzerverband
- SaarForst Landesbetrieb
- Arbeitskammer des Saarlandes – Körperschaft des öffentlichen Rechts
- Landesentwicklungsgesellschaft Saarland mbH

Die „Schutzgemeinschaft Deutscher Wald, Sektion Saar e. V.“ sowie der „Verband der Landwirte im Nebenberuf e. V.“ sind mit Stand 2019 nicht mehr Mitglied im Stiftungsrat. Neu hinzugekommen ist der Landesbetrieb für Straßenbau.
Der Stiftungsrat wählt aus seiner Mitte den Vorsitzenden des Stiftungsrates. Der erste Vorsitzende war von 1976 bis zum Jahr 1988 Rainer Wicklmayr. Danach hat traditionell der jeweilige Umweltminister des Saarlandes den Vorsitz übernommen.
Der Staatssekretär des Ministeriums für Umwelt, Klima, Mobilität, Agrar und Verbraucherschutz ist aktuell Vorsitzender des Stiftungsrates der Naturlandstiftung Saar (Stand 2023). Zuvor hatte der damalige Umweltminister Reinhold Jost den Vorsitz über den Stiftungsrat.

### Stiftungsvorstand
Der Stiftungsvorstand besteht aus fünf Personen und wird für einen Zeitraum von vier Jahren gewählt. Das Saarländische Umweltministerium kann auf Wunsch einen weiteren Vertreter in den Vorstand entsenden.
Der Stiftungsvorstand berät und unterstützt den Stiftungsrat und den Kurator bei ihren satzungsgemäßen Aufgaben. Der Vorstand wählt aus seiner Mitte den Vorsitzenden des Stiftungsvorstandes.
Im Vorstand der NLS sind (Stand 2024) fünf Mitglieder vertreten:
- Saarwald-Verein e. V. (vertreten durch Aribert von Pock)
- Naturschutzbund Deutschland, (NABU), LV Saar e. V. (vertreten durch Julia Michely)
- Vereinigung der Jäger des Saarlandes (vertreten durch Johannes Schorr)
- Fischereiverband Saar (vertreten durch Bernd Hoen)
- Neunkircher Zoologischer Garten (vertreten durch Norbert Fritsch)

### Kurator

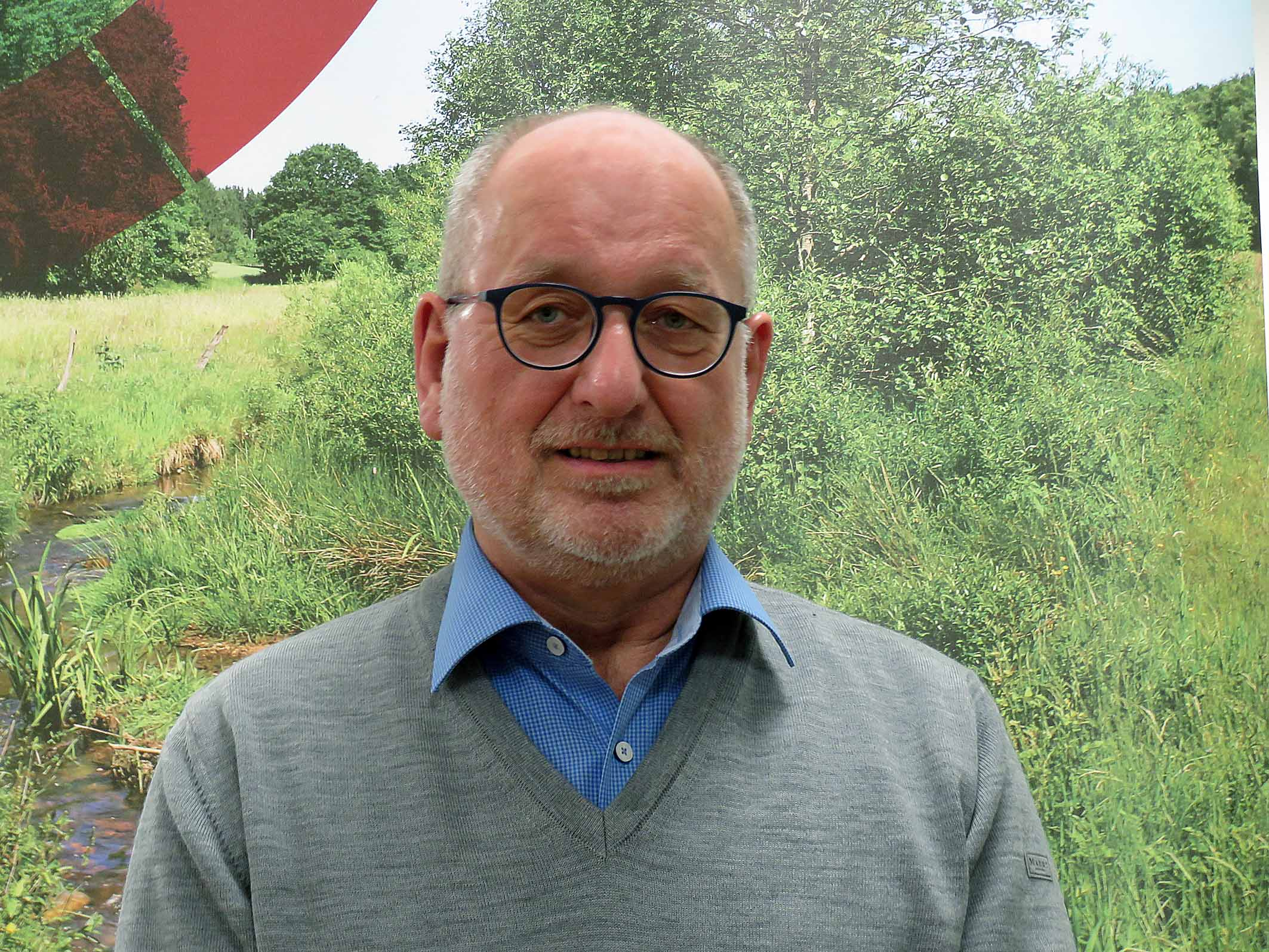
Roland Krämer

Der Kurator hat für die dauernde und nachhaltige Erfüllung des Stiftungszwecks zu sorgen. Er führt die Geschäfte der Stiftung in eigener Verantwortung nach Maßgabe der Beschlüsse und den Richtlinien und Weisungen des Stiftungsrats. Er trifft alle Maßnahmen, die zur Erreichung oder Förderung des Stiftungszwecks erforderlich sind. Der Kurator hat die Stellung eines gesetzlichen Vertreters und vertritt die Stiftung gerichtlich und außergerichtlich. Der Kurator ist seit 2021 Roland Krämer.

## Finanzierung
Die Stiftung und ihre Projekte werden finanziert durch Mittel des Saarländischen Umweltministeriums, der Saarland-Sporttoto GmbH sowie durch projektbezogene Zuschüsse der öffentlichen Hand (Land, Bund, EU). Weitere Finanzmittel werden eingeworben durch Schenkungen, und Kooperationen mit Sponsoren. In geringem Maße wird die Stiftung auch durch Spenden sowie durch Mitgliedsbeiträge des Vereins zur Förderung der Naturlandstiftung Saar finanziert. Die der NLS zur Verfügung stehenden Finanz- und Sachmittel dürfen ausschließlich für satzungsgemäße Ziele verwendet werden.

## Projekte der NLS (Auswahl)

### Projekte auf Landesebene

#### Beweidungsprojekte
Extensive ganzjährige Großflächenbeweidungen sind eine Alternative für eine extensive Flächennutzung und tragen dazu bei, landwirtschaftliche Rückzugsräume nachhaltig zu entwickeln und ökonomisch und ökologisch in Wert zu setzen. Die Offenhaltung der Kulturlandschaft auf den Grenzertragsstandorten ist durch den Rückzug der Landwirtschaft schwieriger geworden. Wachsen diese Flächen mit Gebüschen zu und bewalden sich, gehen wertvolle Lebensräume und damit auch zahlreiche Pflanzen und Tiere verloren, die auf offene, besonnte Böden angewiesen sind. Dies betrifft auch viele Stiftungs-Flächen, die aus einer extensiven landwirtschaftlichen Nutzung hervorgegangen sind. Da die Pflege dieser Flächen aufwändig ist und die finanziellen Mittel für den Naturschutz immer knapper werden, hat die Stiftung nach anderen Möglichkeiten für die Offenhaltung dieser Standorte gesucht.
2009 hat die Tochtergesellschaft der ÖFM im Alsbachtal bei Marpingen die erste ganzjährige Großflächenbeweidung mit Galloway-Rindern im Saarland gestartet. Weitere kamen zwischen 2010 und 2012 hinzu: Peterberg bei Eiweiler, Weiselberg bei Oberkirchen und Hölzbachtal bei Rappweiler. Ganz aktuell hat im Juli 2016 das neuste Ganzjahres-Beweidungsprojekt im Rohrbachtal mit Hochland-Rindern begonnen. Dabei handelt es sich um eine Kooperation zwischen dem NABU St.Ingbert, der Stadt St. Ingbert, dem saarländischen Ministerium für Umwelt und Verbraucherschutz, dem die Flächen bewirtschaftenden Landwirt und der Stiftung.
In den letzten Jahren hat sich in Mitteleuropa eine extensive Ganzjahresbeweidung in halboffenen Weidelandschaften mit sogenannten robusten Weidetieren als besonders geeignet für die Offenhaltung der Landschaft herausgestellt. Robuste Weidetiere können ganzjährig im Freien leben und gestalten in geringer Dichte die Landschaft, so wie es die wilden Huftiere in früheren Zeiten in der Naturlandschaft praktizierten. Zu den robusten Weidetieren zählen zum Beispiel verschiedene Rinderrassen wie das Galloway-Rind, das Schottische Hochlandrind oder das Heckrind, verschiedene Pferderassen wie der Konik oder das Exmoor-Pony und viele andere Rassen und Arten. Die bisherigen Erfahrungen zeigen, dass halboffene Weidelandschaften eine kostengünstige Nutzungsform darstellen und dazu beitragen können, unser Naturerbe und unsere Kulturlandschaft zu erhalten. Extensive Beweidungssysteme eröffnen zudem die Möglichkeit, den ländlichen Raum sinnvoll zu entwickeln und ökologisch und ökonomisch wieder in Wert zu setzen. Durch die Schaffung von parkartigen Weidelandschaften wird der Erholungswert der Landschaft gesteigert und der naturgebundene Tourismus und die Naherholung in strukturschwachen Regionen gefördert. Auch die Landwirtschaft profitiert davon, indem ein hochwertiges Lebensmittel produziert wird, das direkt mit dem Landschaftsbild und dem Erlebniswert der Region in Beziehung gesetzt werden kann.

### Projekte auf Bundesebene

#### Naturschutzgroßprojekte
Naturschutz-Großprojekte sind Gegenstand des Bundes-Förderprogramms zur Errichtung und Sicherung schutzwürdiger Teile von Natur und Landschaft mit gesamtstaatlich repräsentativer Bedeutung. Ziel der Förderprogramme ist die Erhaltung des Naturerbes der Bundesrepublik Deutschland. Geförderte Projekte müssen folgende Auswahlkriterien erfüllen: Hohe Repräsentanz, Natürlichkeit, Naturnähe und typische Ausprägung, Großräumigkeit, Gefährdung, Einmaligkeit, Unersetzbarkeit und Beispielhaftigkeit.
Das erste Naturschutzgroßprojekt im Saarland namens „Wolferskopf“ wurde 1989 von der Naturlandstiftung Saar initiiert.
Mittlerweile gibt es vier Naturschutzgroßprojekte im Saarland; bei denen die Stiftung jeweils beteiligt ist:
- Naturschutzgroßprojekt Wolferskopf (1989)[35]
- Naturschutzgroßvorhaben Illrenaturierung (1992)[36]
- Naturschutzgroßprojekt „Saar-Blies-Gau/Auf der Lohe“ (1995)[37]
- Naturschutzgroßprojekt, Landschaft der Industriekultur Nord (2015)[5]

Die ersten drei Naturschutzgroßvorhaben wurden von der Stiftung maßgeblich mit initiiert. Dabei ist sie auch Mitglied in den eigens für die Umsetzung der jeweiligen Projekte gegründeten Zweckverbänden. Bei den Naturschutzgroßvorhaben „Wolferskopf“ und „Saar-Blies-Gau/Auf der Lohe“ hat die Stiftung die Geschäftsführung übernommen. Alle drei Zweckverbände bestehen nach dem Auslaufen der Förderphase weiter und sichern die Erhaltung und Entwicklung der Projektgebiete im Sinne der jeweiligen Pflege- und Entwicklungspläne. Bei dem vierten Naturschutzgroßprojekt, der Landschaft der Industriekultur Nord (LIK.NORD) hat die Tochtergesellschaft der Stiftung, Naturland Ökoflächen-Management GmbH 2015 das Grundstücksmanagement übernommenen.

##### Naturschutzgroßprojekt „Wolferskopf“

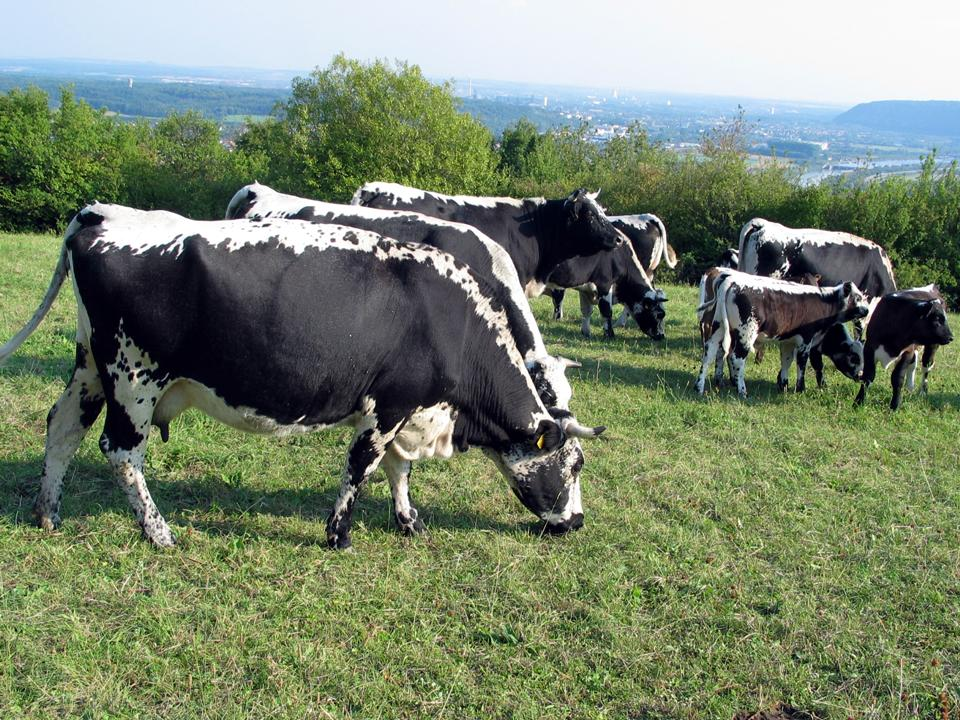
Vogesenrind-Mutterkuhherde im Naturschutzgroßgebiet „Wolferskopf“ mit Saargau im Hintergrund

Träger des Projekts ist der Zweckverband „Naturschutzgebiet Wolferskopf“, dem neben der NLS als geschäftsführendes Mitglied, die Gemeinde Beckingen, die Stadt Merzig und der Landkreis Merzig-Wadern angehören.
Nachdem die Landwirtschaft sich seit den 60er Jahren immer weiter aus den Grenzertragsstandorten zurückgezogen hatte, setzte eine zunehmende Verbrachung der Landschaft ein. Die ehemals extensiv genutzten Wiesen und Weiden wuchsen zu. Auf offene Standorte angewiesene Licht und Wärme liebende Pflanzen- und Tierarten verloren immer mehr ihren Lebensraum.
Leitbild des Naturschutzgroßprojektes ist demnach Schutz, Pflege und Entwicklung der vielfältig strukturierten und traditionell extensiv genutzten kleinbäuerlichen Kulturlandschaft auf dem Wolferskopf, in der auch heute noch zahlreiche, seltene, gefährdete und charakteristische Pflanzen- und Tierarten vorkommen. Insbesondere die orchideenreichen Magerrasen und buntblumigen Streuobstwiesen mit ihren Lebensgemeinschaften sind bundesweit bemerkenswert.
Zur Offenhaltung der hochwertigen Wiesen wird eine Mutterkuhherde mit Vogesen-Rindern als tierische Landschaftspfleger eingesetzt.
Als Zeugnis des früheren Weinanbaus an den Hängen des Wolferskopfs wurde ein Schau-Weinberg errichtet. Im 18. Jahrhundert verlief die Staatsgrenze zwischen dem Herzogtum Lothringen und dem Kurfürstentum Trier genau über den Wolferskopf. Dieser ehemalige Grenzverlauf ist auf dem Grenzsteinweg, der 1998 angelegt wurde, zu sehen.
Ein Info-Zentrum für das Naturschutzgebiet „Wolferskopf“ befindet sich im restaurierten alten Bahnhof in Beckingen.
Der naturverträglichen, extensiven Landwirtschaft, die maßgeblich zum heutigen Zustand des Projektgebietes beigetragen hat, insbesondere der Grünland-Bewirtschaftung, kommt die entscheidende Bedeutung bei der zukünftigen Entwicklung des Projektgebiets zu. In über 30 Pachtverträgen mit ortsansässigen Landwirten wird die extensive Bewirtschaftung der Flächen langfristig gesichert. So bewirtschaften zum Beispiel zwei Biolandbetriebe und Obstbauern im Nebenerwerb die Wiesen und Äcker im Wolferskopf-Gebiet. Es konnte ein Konsens zwischen Naturschutz und Landwirtschaft gefunden werden, der bis heute Bestand hat.

##### Naturschutzgroßprojekt „Gewässerrandstreifenprogramm Ill“
Übergeordnetes Leitbild für das Naturschutzgroßprojekte „Gewässerrandstreifenprojekt Ill“ war die Erhaltung und Wiederherstellung eines auf natürliche Weise stabilen und intakten Gewässersystems der Ill und ihrer Nebenbäche mit vielfältigen Lebensräumen für Pflanzen und Tiere der Fließgewässer und ihrer Auen.

##### Naturschutzgroßprojekt „Saar-Blies-Gau/Auf der Lohe“
Von 1995 bis 2011 förderte die Bundesrepublik Deutschland im Saarpfalz-Kreis das Naturschutzgroßvorhaben „Saar-Blies-Gau/Auf der Lohe“ bei Gersheim und Mandelbachtal im südöstlichen Saarland.
Verantwortlich für die Umsetzung des Projekts ist ein Zweckverband, dem die Gemeinden Gersheim, Mandelbachtal, der Saarpfalz-Kreis sowie die NLS angehören, die zusammen mit dem Saarpfalz-Kreis die Geschäftsführung übernommen hat.
Auch hier ist das Leitbild der Schutz, die Pflege und Entwicklung der alten, gewachsenen, vielfältig strukturierten und traditionell extensiv genutzten kleinbäuerlichen Kulturlandschaft mit dem Vorkommen zahlreicher seltener, gefährdeter und charakteristischer Pflanzen- und Tierarten. Ziel des Projekts ist die Erhaltung und Entwicklung von orchideenreichen Kalk-Magerrasen und des äußerst buntblumigen extensiv genutzten Grünlands, die im Hinblick auf ihre Flächengröße und Artenausstattung im Bliesgau bundesweit einmalig sind. Drei ehemalige Weinberge wurden durch Neupflanzung von Rebstöcken als Zeugnisse des früheren Weinanbaus wieder angelegt. Sie werden heute von dem Verein der „Weinbaufreunde im Bliesgau“ nach alter Methode biologisch bewirtschaftet.
Bei Wittersheim wurde vom Zweckverband „Saar-Blies-Gau/Auf der Lohe“ das Kulturlandschaftszentrum „Haus Lochfeld“ eingerichtet. Hier werden Zusammenhänge zwischen der Landschaft und ihrer vielfältigen Nutzung begreifbar gemacht. In der Außenanlage wurden ein Bauerngarten, Kräutergarten, Obstlehrgarten, Beerengarten, Rosengarten und Schauweinberg angelegt sowie ein Schaubienenhaus aufgestellt.

##### Naturschutzgroßprojekt LIK.Nord
Das Naturschutzprojekt Landschaft der Industriekultur Nord, kurz LIK.Nord genannt, ist das erste von Bund und Land geförderte Großprojekt von gesamtstaatlich repräsentativer Bedeutung im urban-industriellen Raum. Bergbau- und Eisenindustrie haben die Region zwischen Neunkirchen und Illingen über viele Jahrzehnte hinweg geprägt und das Saarland ist ähnlich wie das Ruhrgebiet ein Abbild der Industrialisierungsprozesse, die die Landschaft seit über 200 Jahren teilweise massiv umgestaltet haben. Die sehr unterschiedlichen Standortbedingungen brachten eine Vielzahl außergewöhnlicher Lebensräume für Pflanzen und Tiere hervor, die das Naturschutzgroßprojekt bewahren und mit dem Ziel weiterentwickeln will, der Bergbau- und Industrielandschaft eine neue Qualität zu geben. Zur Umsetzung des Projekts wurde der Zweckverband LIK.NORD gegründet, dem die Stadt Neunkirchen, die Stadt Friedrichsthal, die Gemeinden Illingen, Merchweiler, Quierschied und Schiffweiler, die Industriekultur Saar GmbH sowie der Landkreis Neunkirchen angehören. LIK.NORD ist eine der fünf Gewinnerregionen des bundesweiten Wettbewerbs IDEE.Natur, die 2009 ausgezeichnet wurden.
Das Projektgebiet hat eine Größe von 8.742 ha, wovon 2.423 ha auf das Kerngebiet entfallen. Grundlage für die Entwicklung der Bergbaufolgelandschaft ist der Pflege- und Entwicklungsplan (PEPL). In ihm wurden die naturräumliche und sozioökonomische Situation im Plangebiet sowie die Entwicklungsmöglichkeiten analysiert, die Fauna und Flora erfasst und bewertet, ein Leitbild formuliert sowie die Ziele und Maßnahmen für das Plangebiet festgelegt. Die Maßnahmen werden in vier themenbezogenen Aufgabenbereichen, den sogenannten Landschaftslaboren, gebündelt:
Bergbaufolgelandschaft, Vogelzug und wilde Weiden, Neuerfindung der Bergmannskuh sowie Forstwirtschaft und natürliche Prozesse.
Das Grundstücksmanagement für das Naturschutzgroßprojekt LIK.NORD hat seit Mitte 2015 im Rahmen einer europaweiten Ausschreibung die Naturland Ökoflächen-Management GmbH (ÖFM) – eine Tochter der Naturlandstiftung Saar – übernommen. Es umfasst die gesamten Grunderwerbsverhandlungen für Grundstücke und Tauschflächen sowie alle Gestattungsverhandlungen für Bodenuntersuchungen und wasserwirtschaftliche und landschaftspflegerische Begleitmaßnahmen.

### Projekte auf EU-Ebene
Dem Saarland als kerneuropäischer Grenzraum in der Saar-Lor-Lux-Region kommt eine wichtige Rolle bei der Entwicklung des grenzüberschreitenden Naturschutzes zu. Mit benachbarten französischen, luxemburgischen, belgischen und rheinland-pfälzischen Partnerorganisationen werden unter der Projekt-Trägerschaft der Naturlandstiftung Saar gemeinsame grenzüberschreitende Projekte der EU umgesetzt. Die Europäische Union hat zur Unterstützung des Schutzgebietsnetzes NATURA 2000 das Finanzierungsinstrument Life eingerichtet. Gefördert werden damit Projekte zur Erhaltung und Wiederherstellung von in Europa seltenen und gefährdeten Lebensräumen sowie Tier- und Pflanzenarten innerhalb der NATURA 2000-Schutzgebiete.

#### Wiederherstellung und Schutz von Borstgrasrasen und Arnikawiesen
Bis vor wenigen Jahrzehnten prägten Borstgrasrasen und Arnikawiesen auf den bodensauren Standorten in den Mittelgebirgslagen noch das Landschaftsbild.
Heute zählt dieser Lebensraumtyp zu den am stärksten gefährdeten Typen Mitteleuropas. Eine landwirtschaftliche Nutzung dieser Flächen ist nicht mehr rentabel. Die Flächen fallen brach und wachsen mit Gebüschen zu – wertvoller Lebensraum für oftmals gefährdete Pflanzen- und Tierarten geht verloren.
Die Naturlandstiftung Saar (NLS) hat 2006 bei der Europäischen Kommission einen Life-Natur-Antrag zur „Erhaltung und Regeneration von Borstgrasrasen in Mitteleuropa“ gestellt. Träger dieses internationalen Projekts ist die NLS, Projektpartner sind in Luxemburg die Fondation Hëllef fir d’Natur, in Belgien die Naturschutzvereinigung „Réserves naturelles RNOB (NATAGORA)“ und in Deutschland die „Stiftung Natur und Umwelt Rheinland“ sowie die „Naturforschende Gesellschaft des Saarlandes (Delattinia)“.
Während der Projektlaufzeit von 2006 bis 2010 wurden im Rahmen des LIFEProjekts die Borstgrasrasen und Arnikawiesen in 34 Projektgebieten auf einer Fläche von 300 Hektar in einen günstigen Erhaltungszustand überführt, die charakteristischen Pflanzen und Tierarten gefördert und die Borstgrasrasen in Mitteleuropa miteinander vernetzt. Das Projekt hat nachhaltige Nutzungsformen wie etwa Beweidungsprojekte aufgezeigt und die Akzeptanz in der Bevölkerung für das europäische Netz NATURA 2000 gesteigert.
Das Life-Projekt »Borstgrasrasen/Arnikawiesen« hat einen signifikanten Beitrag zur Verbesserung der Lebensraumsituation und zur Wiederherstellung der Borstgrasrasen und Arnikawiesen in Mitteleuropa geleistet. Auf rund 300 Hektar konnte der Erhaltungszustand der Borstgrasrasen und Arnikawiesen erheblich verbessert werden.

#### Wiederherstellung und Schutz Orchideenreicher Trockenrasen
Kalk-Halbtrockenrasen mit besonders orchideenreichen Beständen gehören gemäß der Fauna-Flora-Habitat-Richtlinie zu den prioritären Lebensräumen in Europa und besitzen damit eine besondere Bedeutung für das europäische Naturerbe. Das Saarland hat mit seinen Vorkommen deshalb eine hohe Verantwortung für die Erhaltung und Wiederherstellung von orchideenreichen Trockenrasen.
Weil viele dieser Flächen durch Aufgabe der Landnutzung verbuscht sind und ihre landschaftsökologische Bedeutung verloren haben, hat die Naturlandstiftung Saar bei der Europäischen Kommission einen Antrag für ein Life-Natur-Projekt zur „Regeneration und Erhaltung von Trockenrasen in Deutschland“ gestellt, der 2001 bewilligt wurde. Träger des Projekts war die Naturlandstiftung Saar, die zuständig für die Umsetzung des Gesamtprojekts und der Maßnahmen im Saarland war. Projektpartner waren die Stiftung „Naturschutz Schleswig-Holstein“, die Maßnahmen in Schleswig-Holstein umgesetzt hat, sowie die Naturland Ökoflächen-Management GmbH (ÖFM), die die Pflegemaßnahmen im Saarland ausgeführt hat.
Während der Projektlaufzeit von 2001 bis 2006 wurden 25 Hektar Fläche erworben und in 13 saarländischen Projektgebieten 100 Hektar verbuschte Kalk-Halbtrockenrasen entbuscht sowie Hecken auf einer Länge von rund 9,7 km gepflegt. Heute werden die Flächen von ortsansässigen Landwirten im Rahmen von Pflege- und Bewirtschaftungsverträgen wieder extensiv landwirtschaftlich genutzt.
Untersuchungen im Rahmen eines Monitorings haben gezeigt, dass die lebensraumtypischen Trockenrasen-Arten in die erstgepflegten und instand gesetzten Flächen wieder eingewandert sind und dass sowohl die Zahl der Orchideen-Arten als auch die Zahl der Orchideen-Individuen zugenommen hat. Als besonderer Erfolg kann festgestellt werden, dass sich im Projektgebiet „Umgebung Böckweiler“ eine Population des weltweit gefährdeten Tagfalters Goldener Scheckenfalter auf den entbuschten Flächen neu etabliert hat.

## Foto-Galerie zu NLS-Projekten

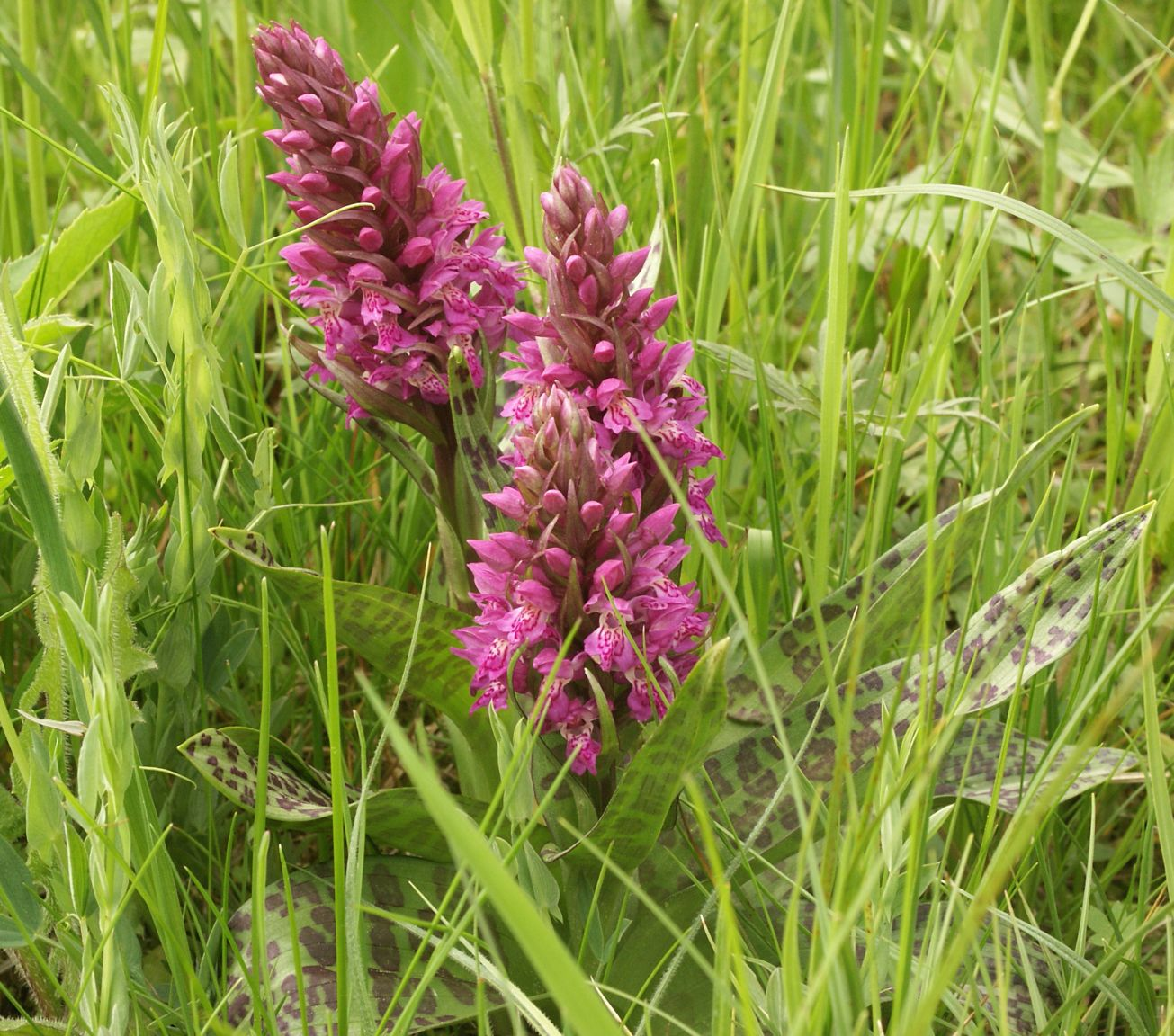
Breitblättriges Knabenkraut (Dactylorhiza majalis)
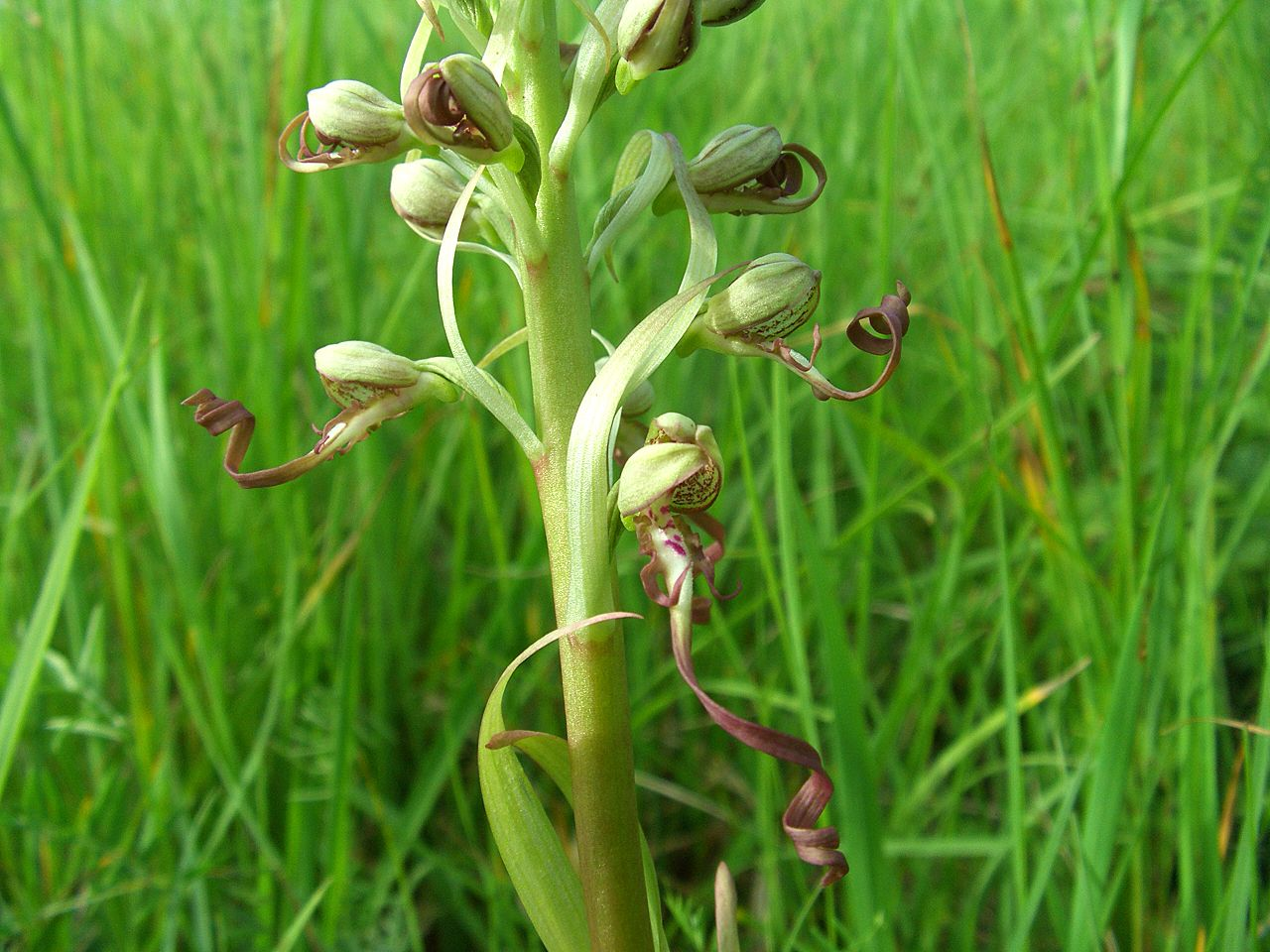
Bocks-Riemenzunge (Himantoglossum hircinum) im Bliesgau
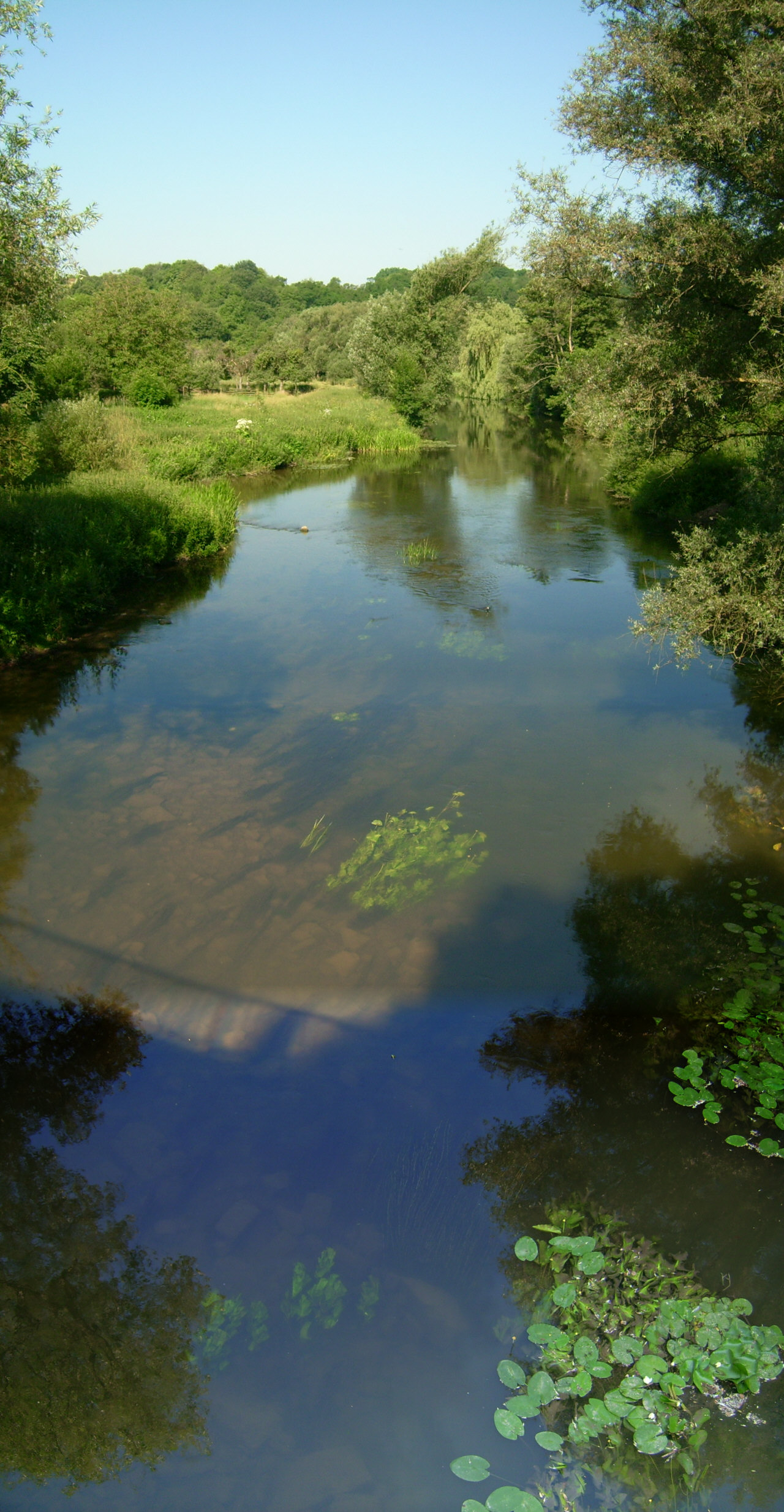
Typische Nied-Landschaft bei Siersburg
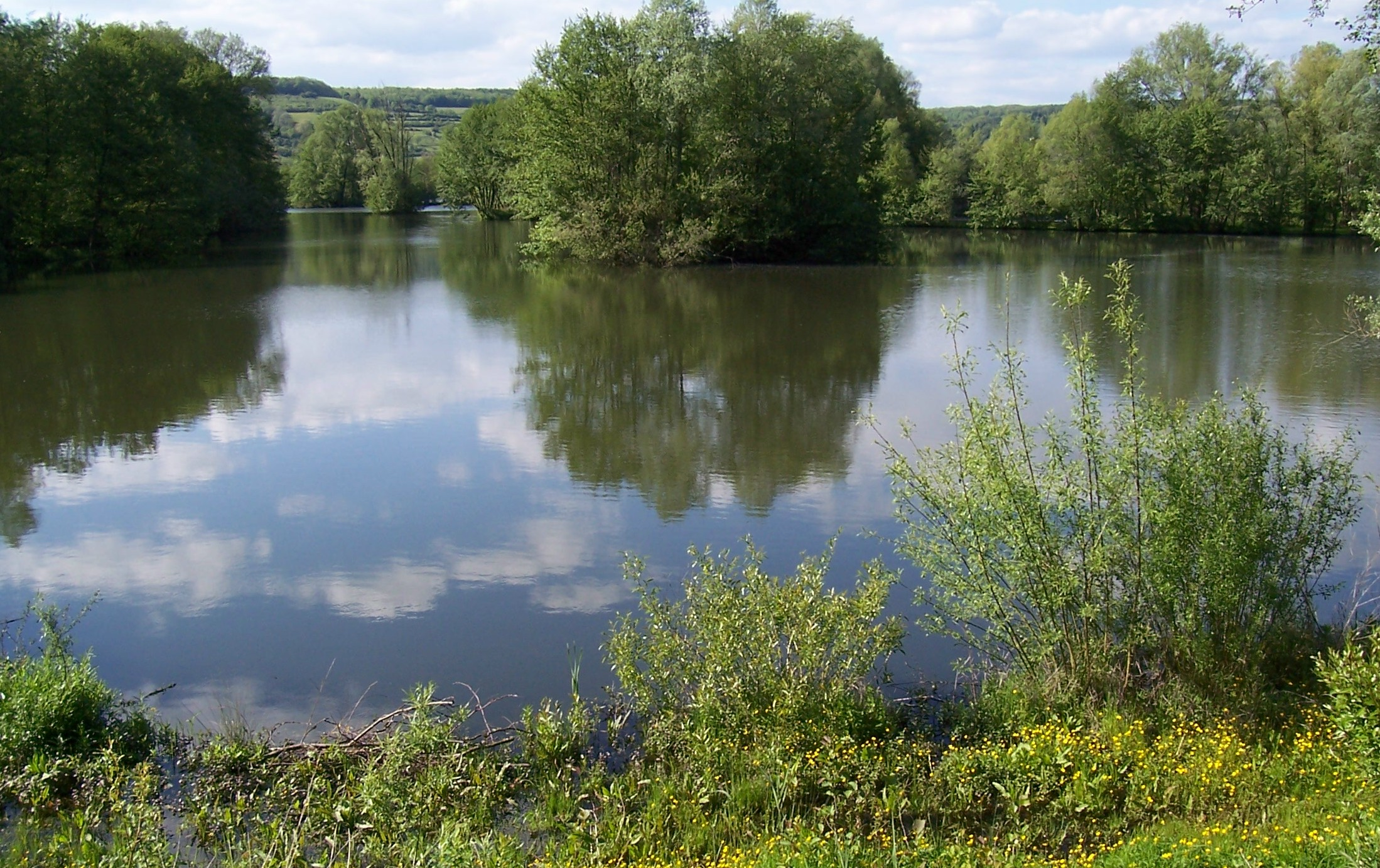
Altarm der Blies bei Bliesbruck (Frankreich)
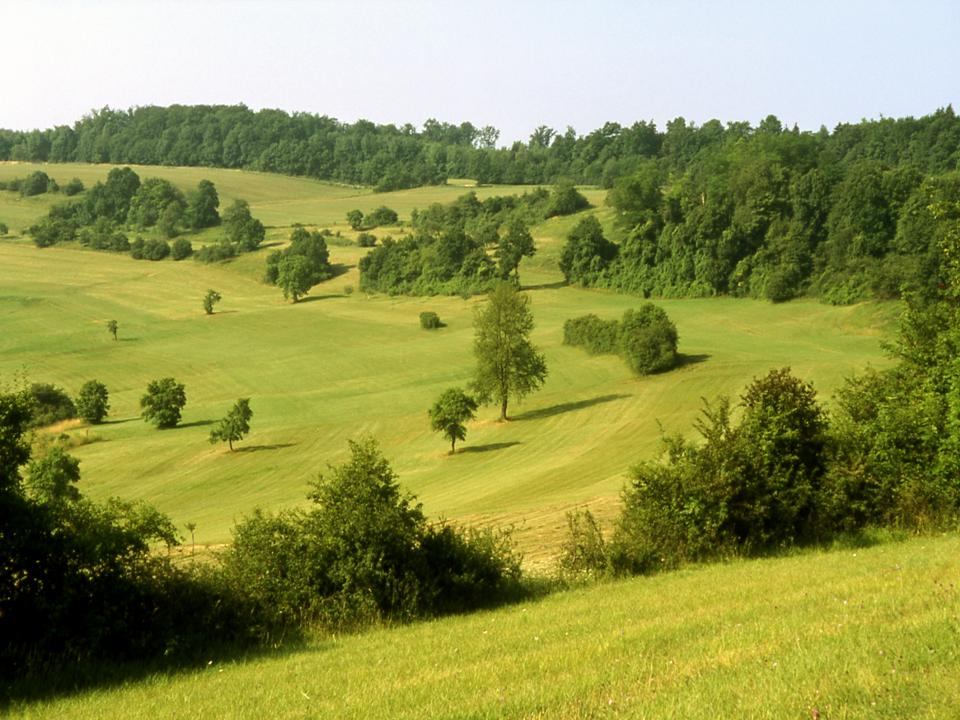
Streuobstwiese mit Weideland bei Böckweiler
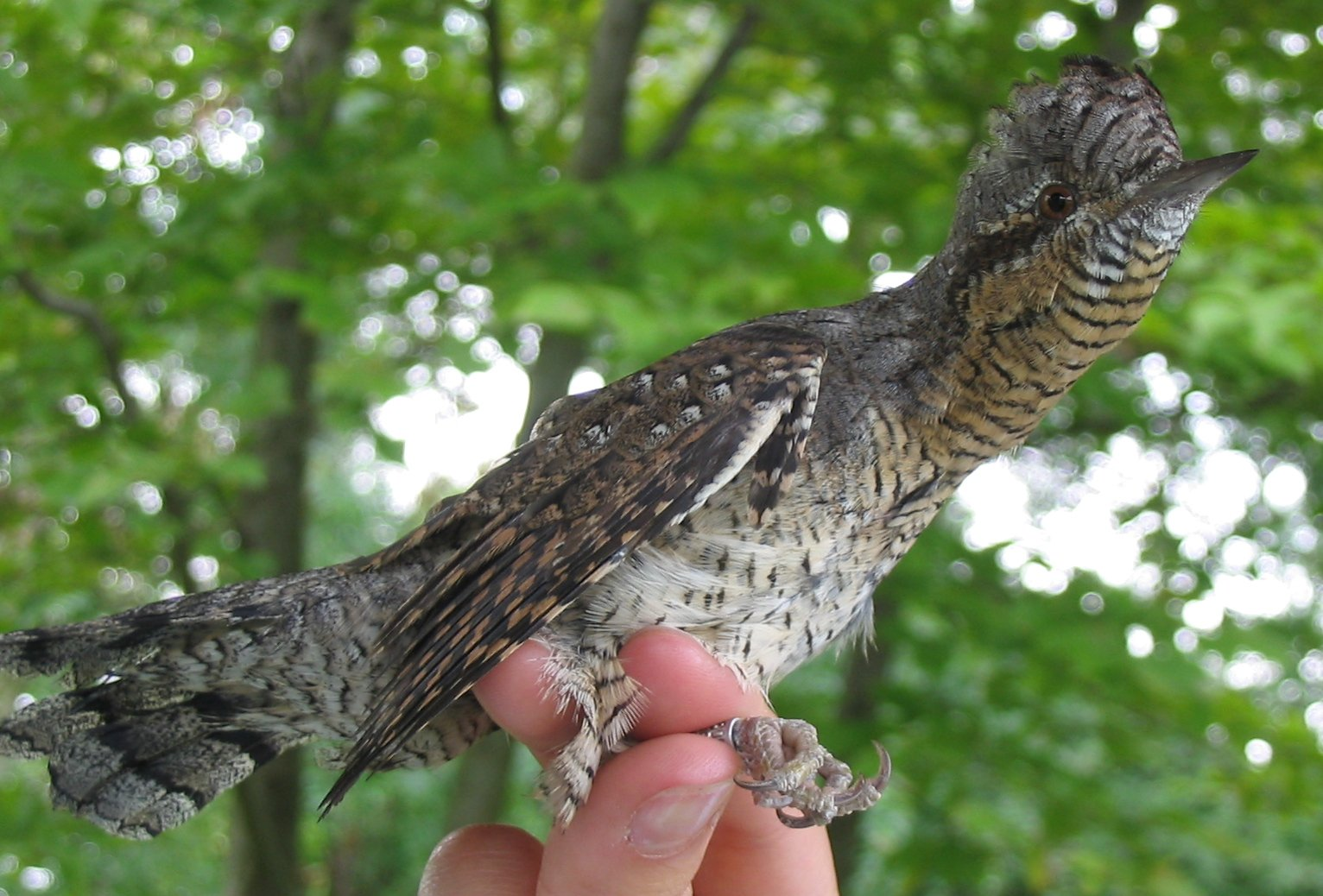
Gefährdeter Streuobstwiesenvogel Wendehals (nach Beringung)
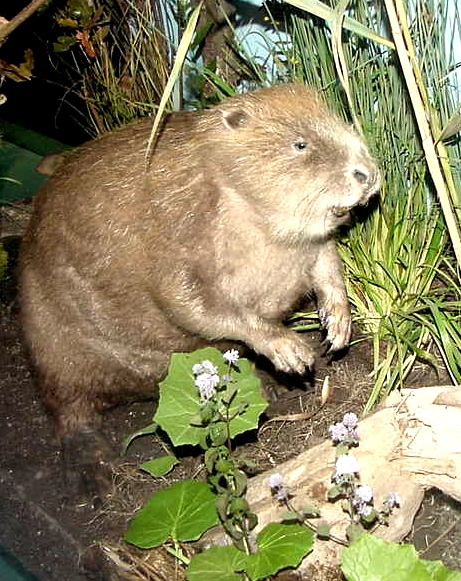
Wieder angesiedelt: Biber
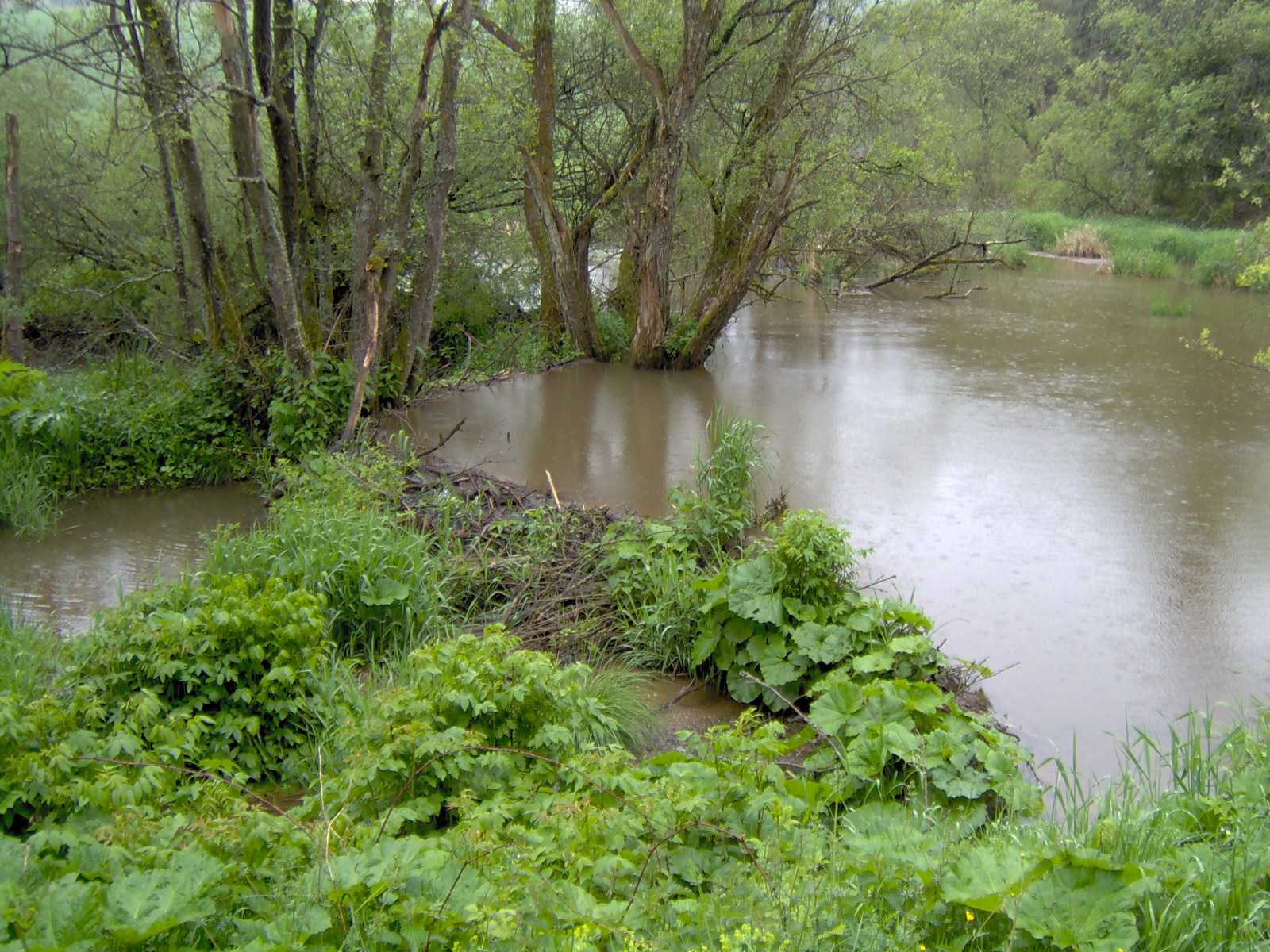
Biberdamm
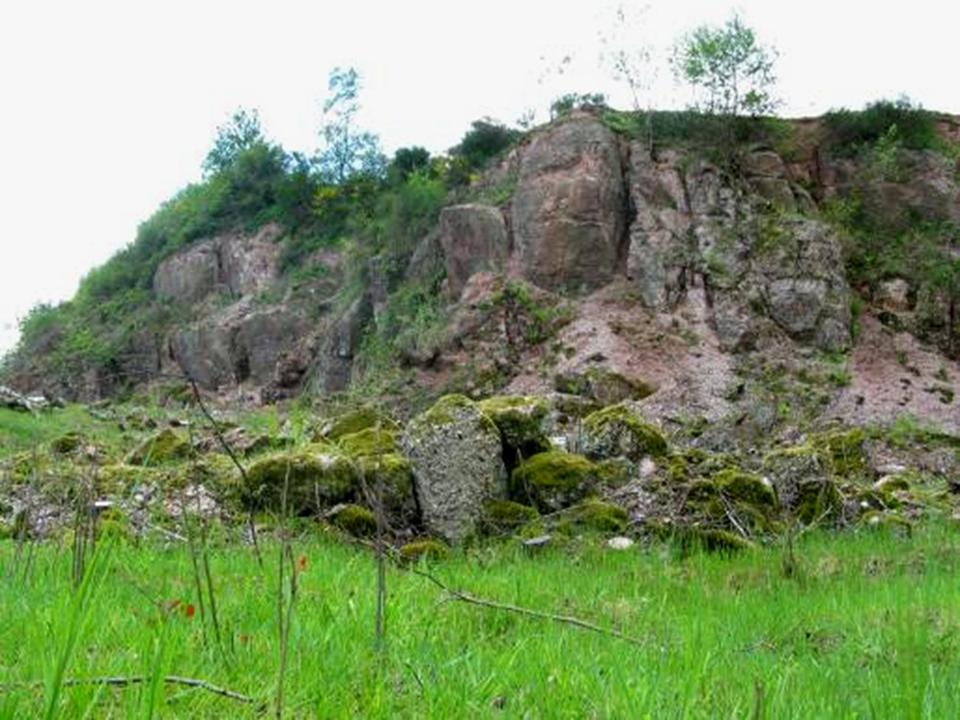
Naturschutzprojekt Kiesgrube Welschbach

## Naturland Ökoflächen-Management GmbH (ÖFM)

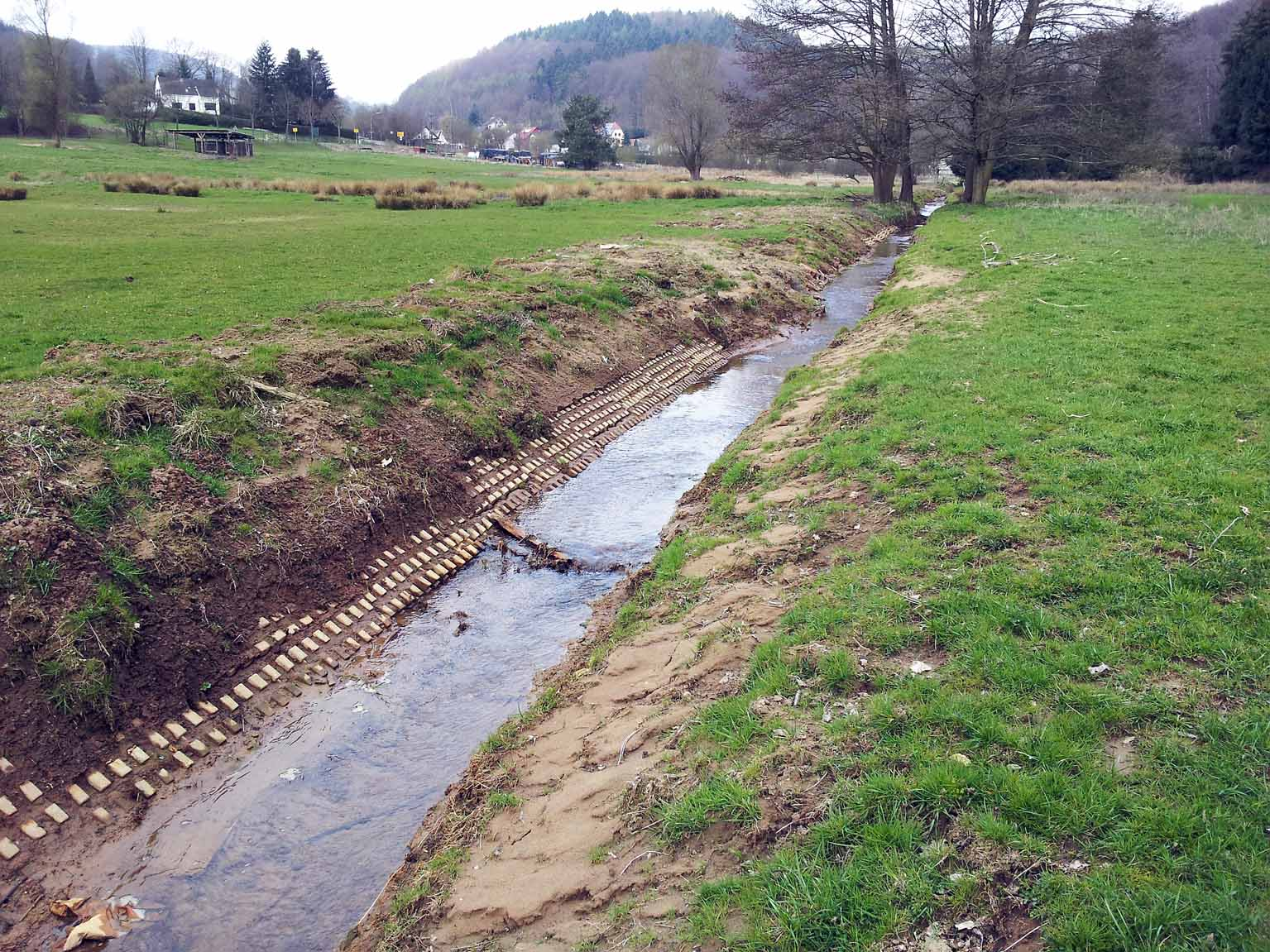
Gewässerrenaturierung Mühlbach vor den Maßnahmen der ÖFM

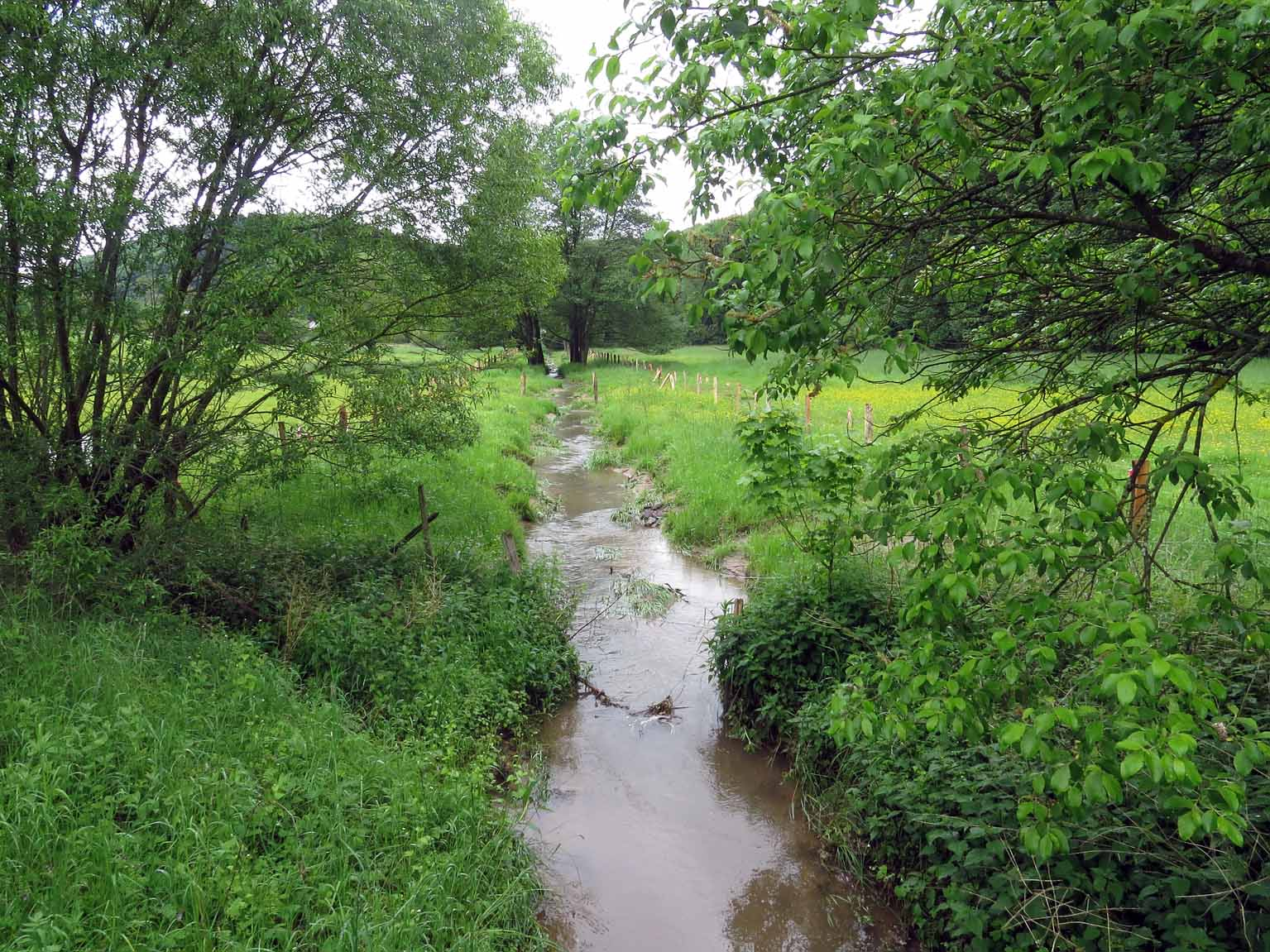
Renaturierung nach den Maßnahmen, gleiche Blickrichtung

Die Naturlandstiftung Saar hat 1998 die Naturland Ökoflächen-Management GmbH (ÖFM) als 100-prozentige Tochter gegründet, um die Chancen des am 1. Januar 1998 vom Ministerium für Umwelt erlassenen Ökokontos nutzen zu können. Bis dahin mussten unvermeidbare Eingriffe in Natur und Landschaft, wie zum Beispiel der Bau einer Straße oder die Erschließung eines Gewerbegebietes, vom Verursacher des Eingriffs im räumlichen und zeitlichen Zusammenhang mit dem Eingriff ausgeglichen bzw. anderweitig kompensiert werden. Dies führte zu zeitlichen und räumlich-funktionalen Problemen.
Das Ökokonto erlaubt es nun, Maßnahmen des Naturschutzes losgelöst von einem konkreten Eingriff zu planen und umzusetzen. Diese Naturschutz-Maßnahmen können dann später dazu verwendet werden, um Eingriffsvorhaben zu kompensieren.
Für die ÖFM eröffnet sich damit ein weites Betätigungsfeld, indem sie Flächen von geringer naturschutzfachlicher Wertigkeit durch geeignete Maßnahmen in einen naturnäheren Zustand überführt und damit ökologisch aufwertet. Zum Beispiel, indem versiegelte Flächen zurückgebaut und revitalisiert werden oder indem ausgebaute Fließgewässer renaturiert werden. Die ÖFM führt solche Maßnahmen im Rahmen der Ökokonto-Regelung auf Vorrat durch und finanziert sie vor. Für jede ökologische Vorleistung werden ihr auf dem so genannten „Ökokonto“ entsprechend Punkte (= Ökologische Werteinheiten) gutgeschrieben. Verursacher von Eingriffen in Natur und Landschaft, zum Beispiel im Zusammenhang mit Baumaßnahmen, können dann die Punkte von der ÖFM zu Marktpreisen erwerben und somit ihren eigenen Eingriff kompensieren. Der Eingreifer spart durch den Erwerb der Ökopunkte Zeit, da er die notwendige Kompensation für seinen Eingriff zeitgleich mit dem Baubeginn vollziehen kann und er erlangt Planungs- und Vollzugssicherheit. Die Natur gewinnt, weil sie durch die Maßnahmen wieder biologisch leistungsfähiger wird. Außerdem sind mit dem Ökokonto auch großflächige Maßnahmen möglich wie die Anlage von Biotopverbundsystemen über mehrere Gemarkungen oder die komplette Renaturierung von Fließgewässern.
Die ÖFM setzt ihre programmatischen Schwerpunkte in folgenden Bereichen
- Auenprogramm (Hochwasserschutzmaßnahmen durch Renaturierung von Fließgewässern[71], Entsiegelung von Flächen, Auenwald und Umwandlung von Acker in Grünland)[72][73]
- Flächenprogramm (Flächenpool für Kompensationsmaßnahmen)
- Rückbauprogramm (Rückbau von Campingplätzen, Wochenendgrundstücken, Aussiedlerhöfen[74] oder etwa Industriebrachen usw. So wird der Flächenverlust im Saarland abgemildert.)[66][75]
- Agrarflächenprogramm (Wiederbelebung ausgeräumter Agrarlandschaften, Aufbau eines Netzes von Naturflächen (Biotopvernetzung))
- Erneuerbare-Energien-Programm (Verpachtung von Eigentumsflächen zur Errichtung von Windkraftanlagen und Fotovoltaikanlagen)[76]
- Nachhaltigkeitsprogramm (Erhaltung von in Jahrhunderten gewachsenen Kulturlandschaften)[77]

## Naturwacht Saarland

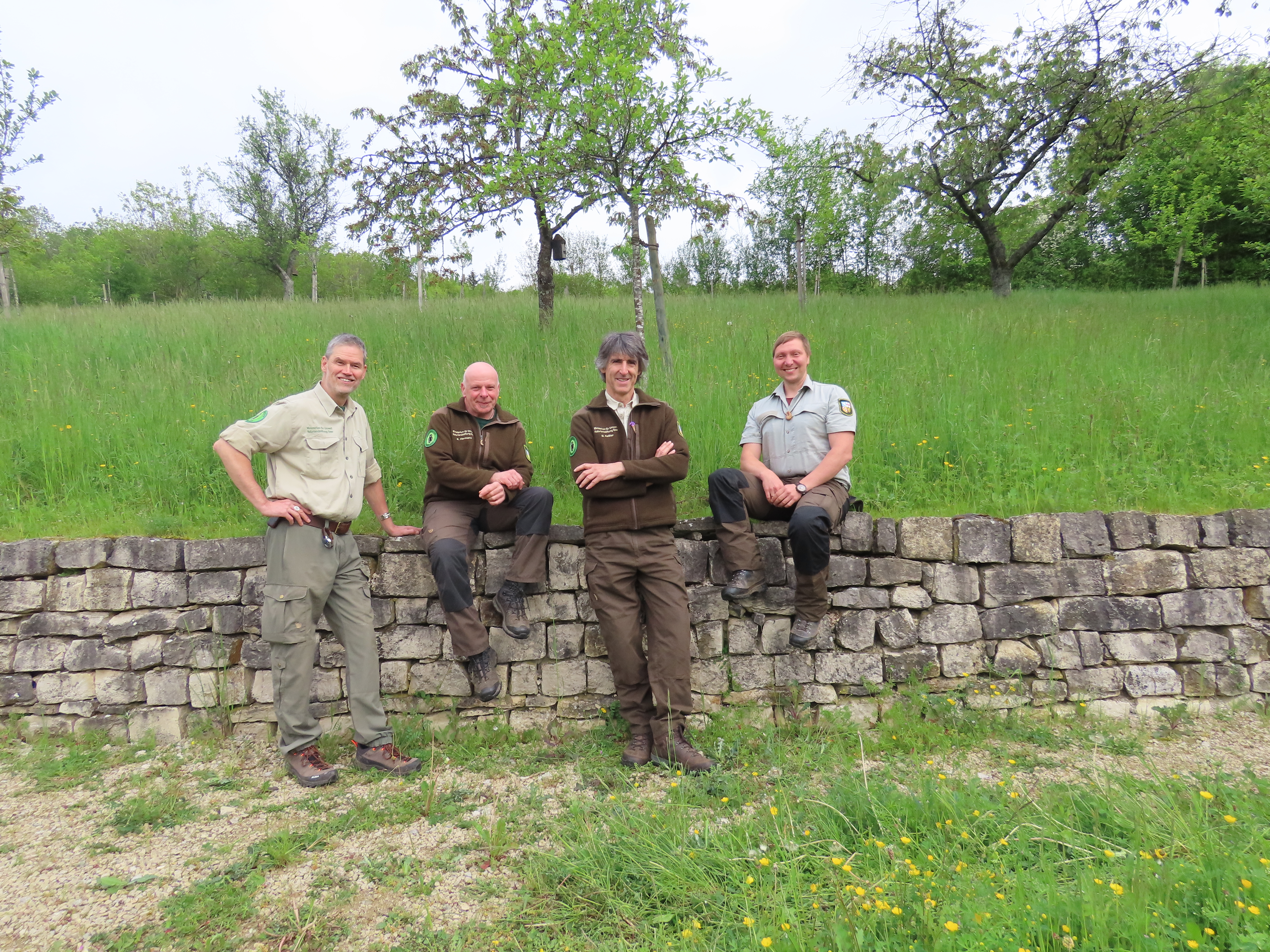
„Ranger“ der Naturwacht Saarland

Schutzgebiete brauchen eine qualifizierte Betreuung vor Ort. Dazu wurde 2005 die Naturwacht Saarland unter der Trägerschaft der Naturlandstiftung Saar eingerichtet. Die Mitarbeiter der Naturwacht werden als Naturwächter oder als Ranger in Anlehnung an die ersten Ranger Ende des 19. Jahrhunderts im Yellowstone-Nationalpark in den USA bezeichnet. Während der Beruf des Rangers im angloamerikanischen Raum schon lange eine hohe Wertschätzung genießt, ist er in Deutschland noch relativ neu. Erst seit 1998 gibt es das Berufsbild des staatlich geprüften Natur- und Landschaftspflegers für die Naturwächter oder Ranger. Im Saarland gibt es vier hauptamtliche Naturwächter, die sich um die Naturschutzgebiete und NATURA 2000-Gebiete kümmern. Sie verstehen sich als Mittler zwischen den Menschen vor Ort und der Natur. Die Ranger decken ein vielfältiges Aufgabenspektrum ab. Neben der Überwachung und regelmäßigen Kontrolle der Schutzgebiete leisten sie eine umfangreiche Öffentlichkeitsarbeit und sind in der Umweltbildung, dem Artenschutz und Biotopschutz sowie der Schutzgebietspflege aktiv. Im Schnitt bieten die Naturwächter jedes Jahr weit über 100 Führungen an mit mehr als 2.500 Teilnehmern, darunter mehr als die Hälfte Kinder.

## Hofgut und Landschaftspark Imsbach

Wappen des Hofgutes Imsbach

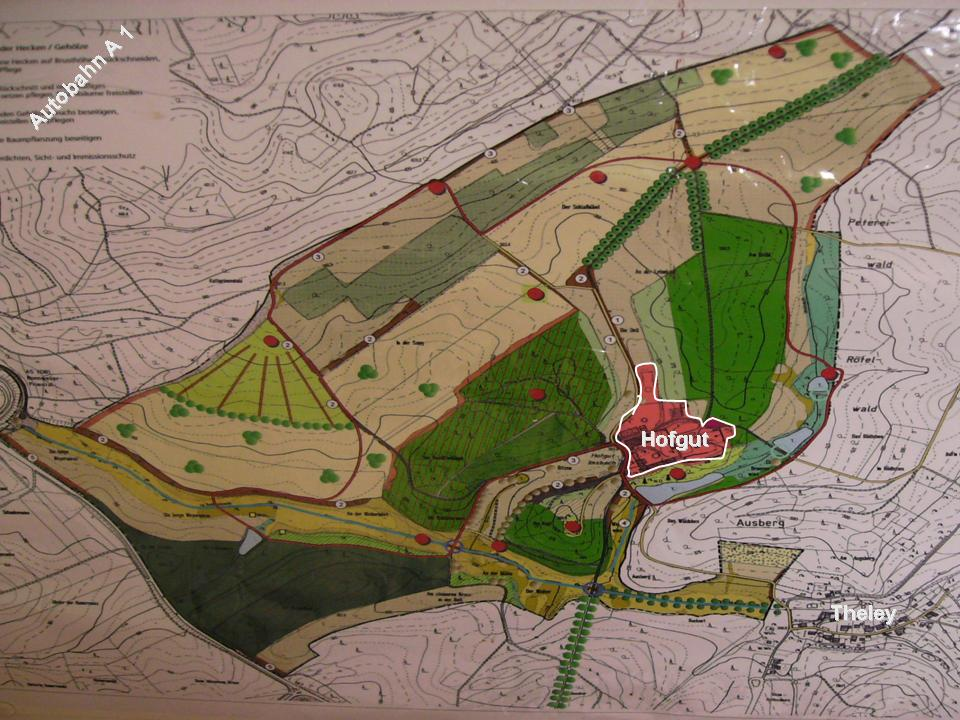
Karte des Landschaftsparkes und Hofgutes Imsbach

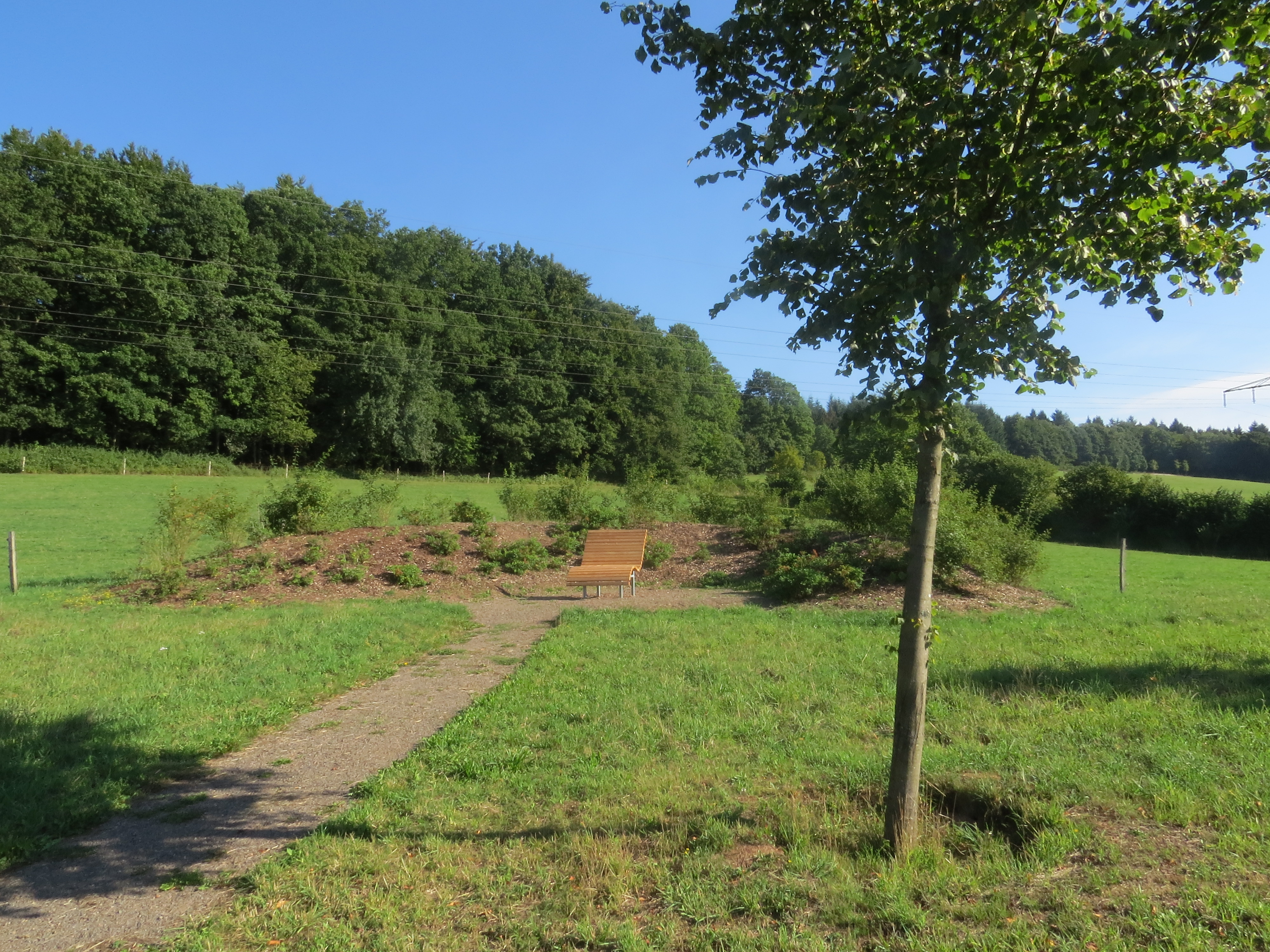
Imsbachpromenade durch den Landschaftspark mit Sitznest

Das Hofgut blickt auf eine rund 700-jährige Geschichte zurück. Als Siedlung wurde es erstmals 1310 urkundlich erwähnt. Der Name Hofgut Imsbach taucht zum ersten Mal 1585 auf.
Nach Zerstörung im Dreißigjährigen Krieg wurde es um 1715 wieder aufgebaut; das heute noch stehende alte Hofhaus stammt aus dieser Zeit. Um 1792/1793 wurde das Hofgut im Zuge der Französischen Revolution zum französischen Nationalgut erklärt.
1812 schenkte Napoleon Bonaparte das Hofgut seinem verdienten Reiteroberst Charles Louis Narcisse Lapointe. Dieser baute ein neues Wohnhaus mit schlossartigem Charakter und legte einen Landschaftspark an. Nach dessen Tod 1855 erbte sein Enkel Louis Albert Lapointe das Hofgut.1904 wurde die Gutskapelle mit Familiengruft nach dem Tod von Louis Albert Lapointe 1904 unweit des Hofguts erbaut. Nach dem Zweiten Weltkrieg ging das Hofgut Imsbach in Staatsbesitz über und wurde von 1953 bis 1965 als Justizvollzugsanstalt genutzt. Die Flächen wurden an Landwirte verpachtet. 1987 wurden das Gut zum „Saarländischen Ökologie-Zentrum Stiftung Hofgut Imsbach“ ausgebaut. Die Sanierung der Gebäude und der Bau eines Hotel- und Gastronomie-Komplexes folgten. 2006 gehen die Gebäude und die umliegenden Flächen in das Eigentum der Naturlandstiftung Saar (NLS) und deren Tochter ÖFM über.
Das Hofgut wird von der Imsbach Verwaltungs- und Entwicklungsgesellschaft mbh (IVEG) bewirtschaftet. Die Flächennutzung wurde auf 180 Hektar neu ausgerichtet. Unter anderem wurden 40 Hektar Intensiv-Acker in Grünland umgewandelt und der historische Landschaftspark in moderner Interpretation wieder belebt. Rückgrat der Flächennutzung ist die von der IVEG betriebene Weidewirtschaft mit alten bedrohten Haustierrassen. Seit 2013 ist die IVEG ein anerkannter Bioland-Betrieb und hält Hinterwälder Rinder, Schwäbisch-Hällische Weideschweine, Bayerische Waldschafe, Galloway-Rinder, Wasserbüffel und Konik-Pferde.
Fünf Elemente als Grundprinzipien des Landschaftsparks
Der Landschaftspark ist nach den Vorstellungen der „Ferme Ornée“, die das Schöne mit dem Nützlichen verbindet wollte, konzipiert.
Fünf Elemente dienen als Grundprinzipien des Landschaftsparks:
1. Weidewirtschaft als Rückgrat der Flächennutzung mit alten, vom Aussterben bedrohten Haustierrassen
2. Waldinseln als Hute- und Bauernwälder zur Ergänzung der Weidelandschaft
3. Hecken, Rabatte und Kräutergarten als formale und ornamentale Gestaltungselemente
4. Anlage der Imsbachpromenade als Rundweg zur Erschließung des Landschaftsparks
5. Inszenierung besonderer Orte entlang der Imsbachpromenade: z. B. Gutskapelle, Weiherkaskade, Picknickplätze, Sitznester etc.

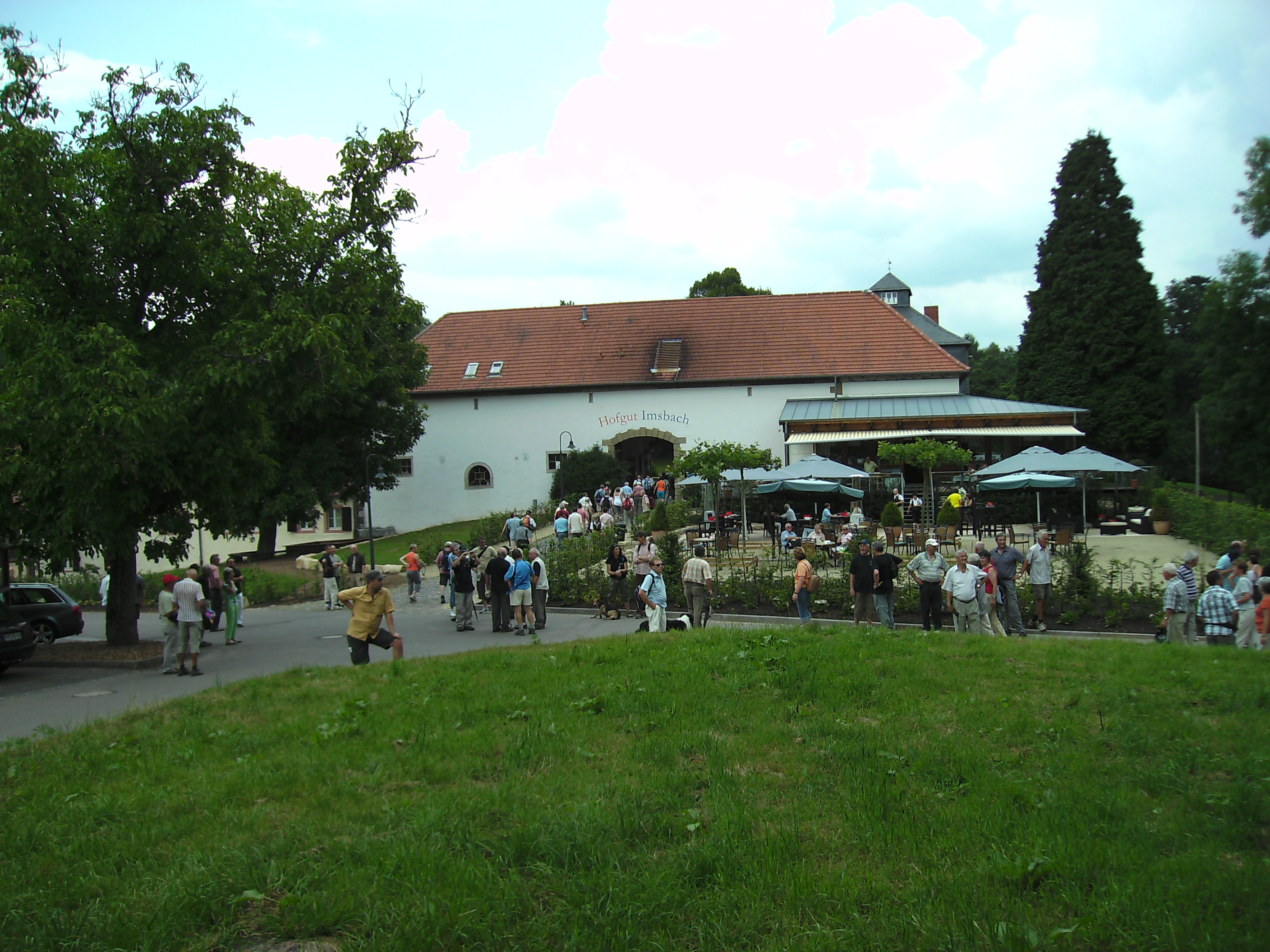
Hofgut Imsbach: Gebäudekomplex mit Restaurant
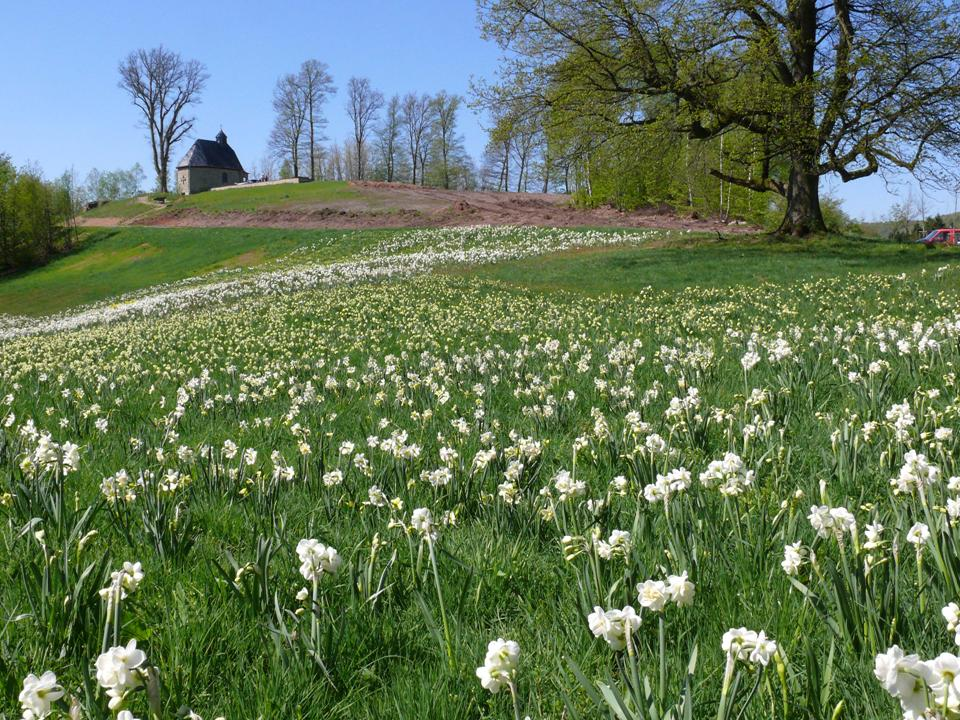
Kapellenhügel mit Wildnarzissenwiese
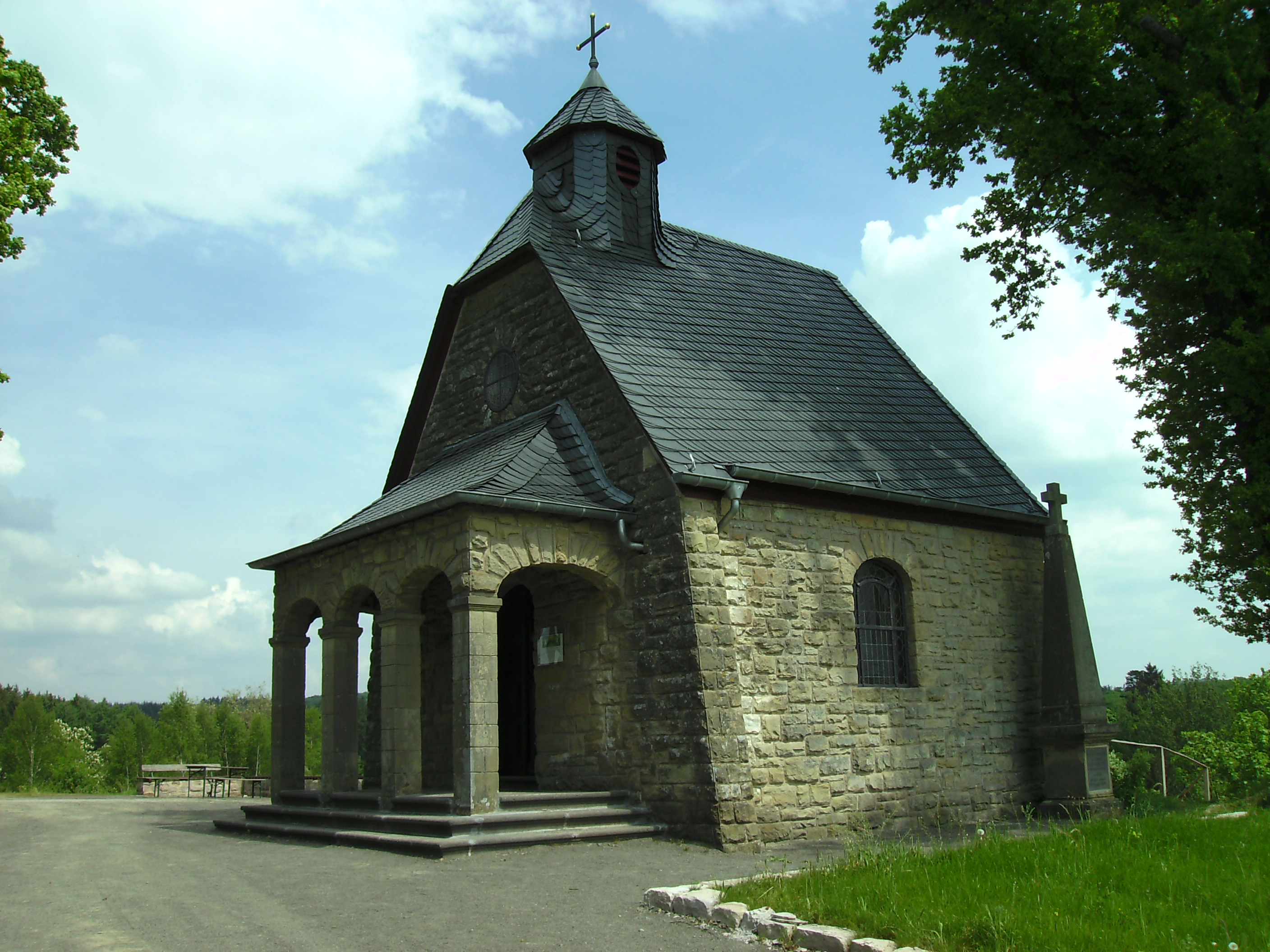
Kapelle mit Grab und Gedenkstein von Charles Louis Narcisse Lapointe
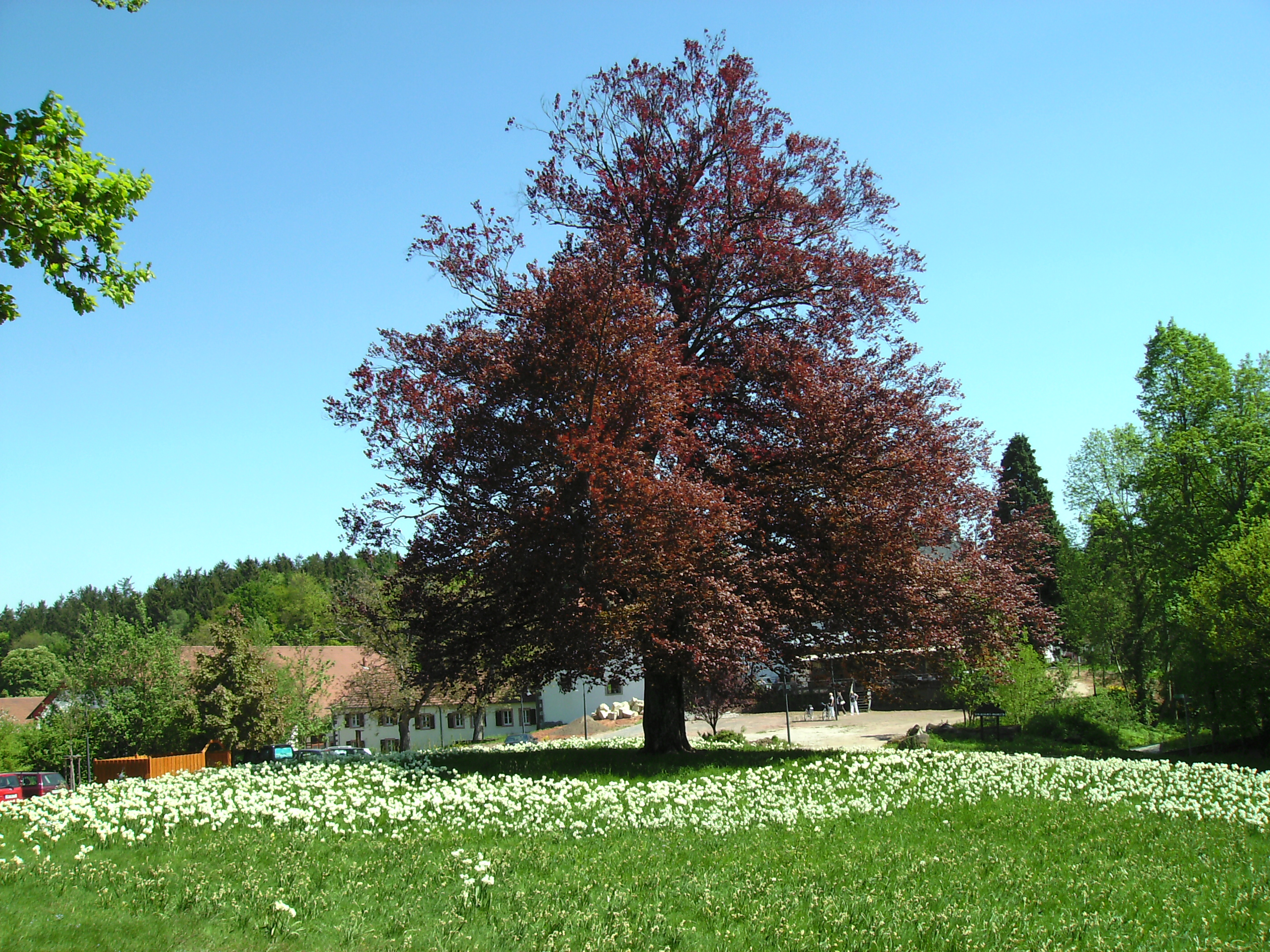
Gestalteter Landschaftspark mit Blutbuche